# Skånes historia

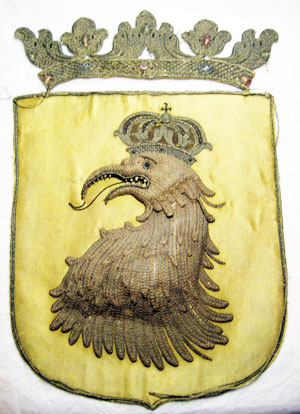
Tidig avbildning av Skånes landskapsvapen, från Karl X Gustavs begravning den 4 november 1660.

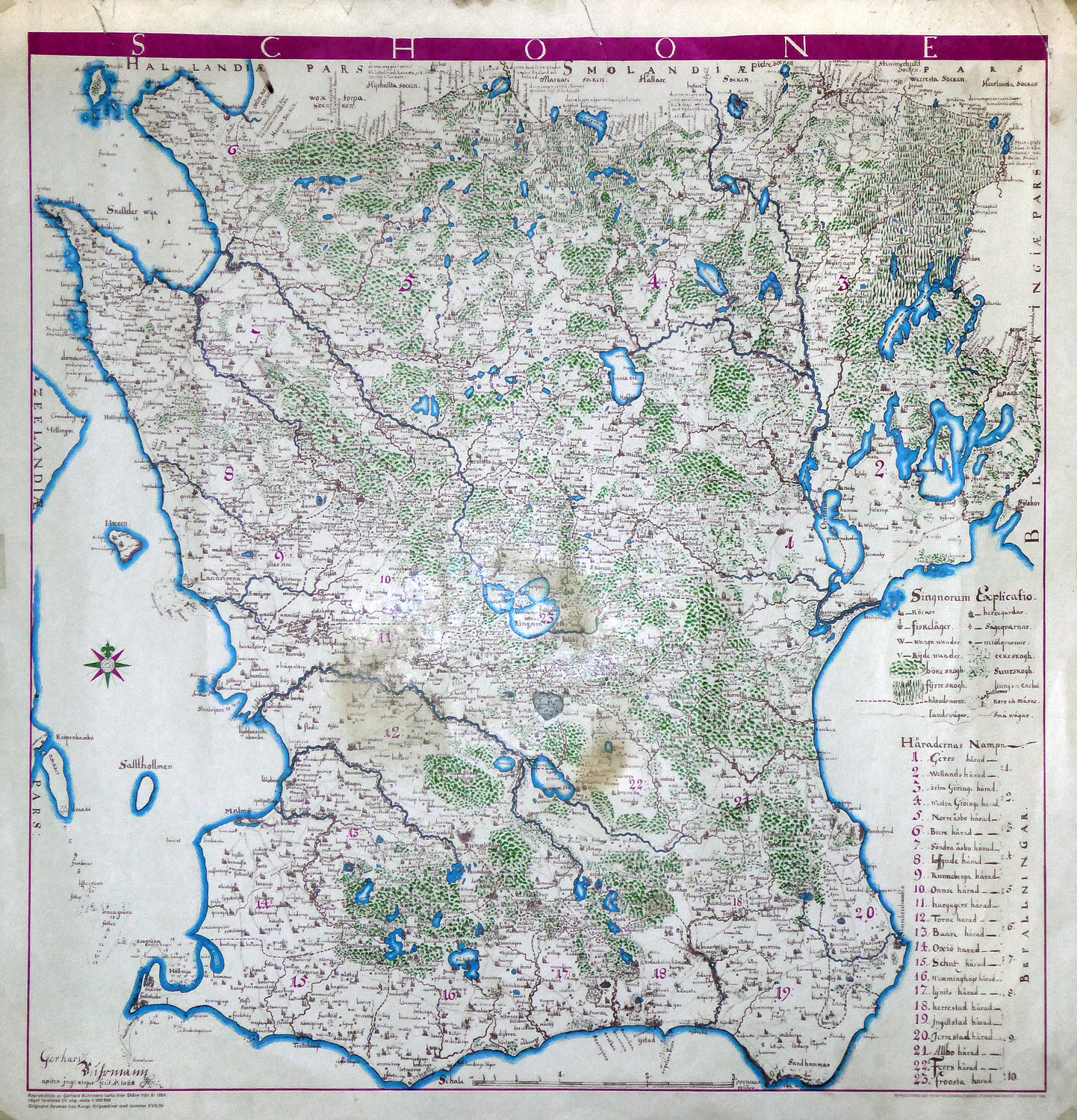
Karta över Skåne av Gerhard von Buhrman, 1684.

Skånes historia börjar när den senaste istidens is drog sig tillbaka, för omkring 14 000–13 000 år sedan. Skåne nämns först i skriftliga källor år 811 e.Kr. och var från och med åtminstone 900-talet en del av Danmark. Skåne var i århundraden ett av Danmarks politiskt, kulturellt och ekonomiskt viktigaste landskap. Bland annat gav Skåne de danska kungarna kontroll över inloppet till Östersjön och landskapet var sätet för ärkebiskoparna i Lund, vilka på sin höjd hade religiös överhöghet över hela det kristna Skandinavien.
Skåne erövrades av Sverige år 1658 under Karl X Gustavs första danska krig. Efter erövringen, i synnerhet under Karl XI (1660–1697), bedrevs sedan en omfattande försvenskning av Skåne. Upprepade danska försök att återta Skåne och de andra Skånelandskapen, bland annat skånska kriget (1675–1679) och danska fälttåget i Skåne och Blekinge 1709–1710, slogs tillbaka. Skåne integrerades in i Sverige och återhämtade sig från krig och förstörelse under 1700- och 1800-talen. Förhållandevis tidigt under 1800-talet tog sedan industrialiseringen fart i Skåne.
Idag är Skåne det näst folkrikaste landskapet i Sverige (efter Uppland). Skåne har sedan 1800-talet utmärkts av sitt jordbruk. Idag står landskapet för hela 40 % av Sveriges skörd av de vanligaste spannmålen, grödor, potatis och sockerbetor, samt för nästan 70 % av landets skörd av trädgårdsväxter.

## Förhistoria

### Äldre stenålder (12200–4000 f.Kr.)

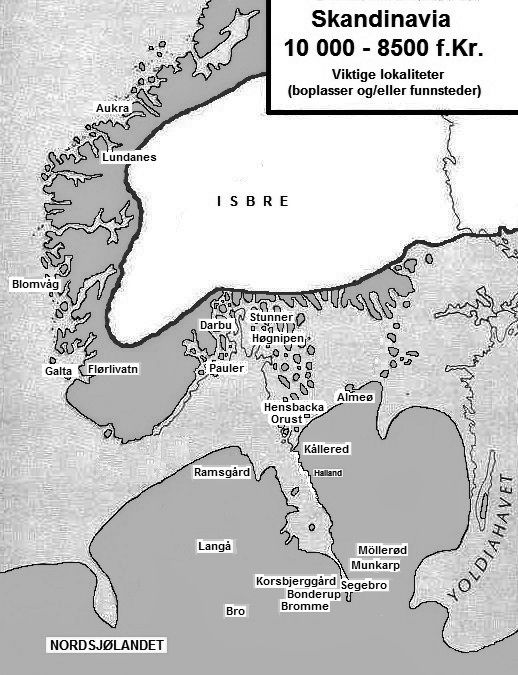
Karta över Skandinavien under tidig stenålder, med viktiga fyndplatser markerade.

Skåne befolkades efter den senaste istiden, i takt med att istäcket rörde sig norrut. Sveriges kanske äldsta kända boplats är Mölleröd vid Finjasjön i Skåne, där det har hittats flera zinken (krumborrar) och en flintspets troligtvis tillhörandes Hamburgkulturen. Baserat på fynden kan boplatsen vara så gammal som 12 200 f.Kr men dateringen har inte bekräftats. Även de äldsta säkert daterade boplatserna i Sverige ligger i Skåne: Segebro och Vångamossen, båda tillhörandes Brommekulturen och omkring 13 000 år gamla. Jägarna som byggde dessa tidiga boplatser tros ha levt i små grupper eller storfamiljer och tros ha hållit sig till kusterna, där de levde på havsdjur såsom fiskar, sjöfåglar och sälar. Under de kallare vintermånaderna kan de ha migrerat ner till vad som idag är norra Tyskland.
Vid slutet av den senglaciala tiden, för omkring 12 000 år sedan, började det kyliga klimatet vika undan i Skandinavien. Markvegetationen i Skåne växte sig högre och glesa skogar började sprida sig genom landskapet. Först bestod träden för det mesta av björk och tall men från och med för runt 8 000 år sedan växte det i Skåne också al, alm, ask och lind och naturen började likna den som finns idag. Den nya naturen gav upphov till förändringar i livsstil för människorna som bodde där, i synnerhet introduktionen av nya redskap såsom yxan. Klimatförändringarna ledde även till förändringar i den globala havsnivån. Någon gång under perioden 9 500–8 000 år sedan förlorade Skåne sin landbrygga med Själland. Ibland låg havet sedan på nivån som det gör idag och ibland var det flera meter högre.

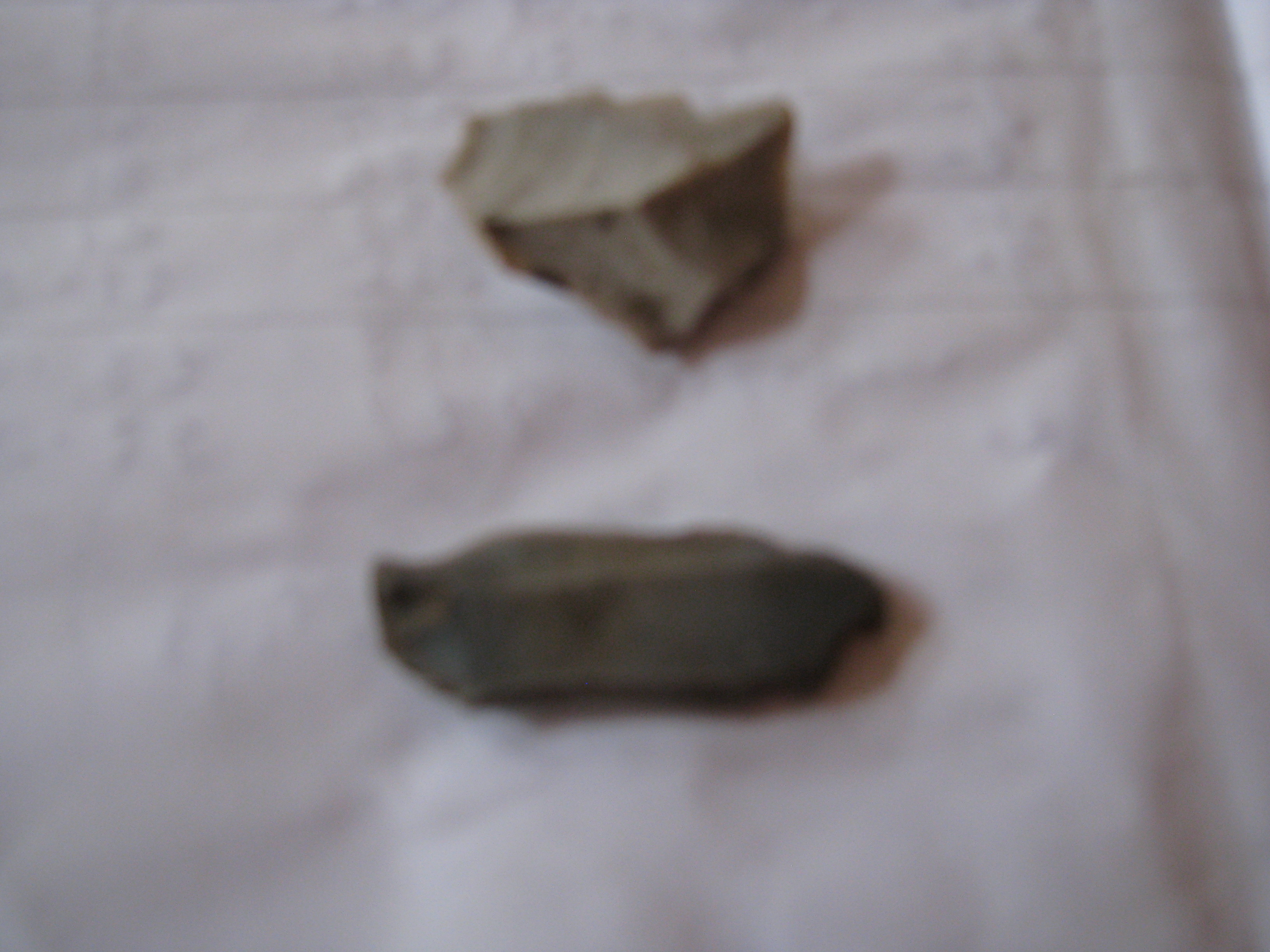
Flintrester från Skateholmsboplatsen.

Flera stenåldersboplatser är i Skåne kända från perioden 9 000–4 000 f.Kr och arkeologer har hittat både redskap och människogravar. Genom att studera benavfall på boplatserna går det att konstatera att fisk utgjorde en stor del av stenåldersdieten i området, tillsammans med djur som jagades i de skånska skogarna. Vid Skateholmsboplatsen i sydvästra Skåne går det att spåra ett stenålderssamhälle under perioden 5 600–4 700 f.Kr. och platsen inkluderar många stenåldersgravar. De flesta vuxna tycks ha dött mellan 35 och 50 år gamla. Gravskicket är varierat; ibland har den döde begravts horisontellt och ibland halvsittandes. I många gravar har det strötts ut rödockra över de döda, vilket kan vara relaterat till någon form av begravningsritual (se rödockragrav). Förekomsten av redskap och spår av mat i flera gravar tyder på att man trodde på ett liv efter detta.

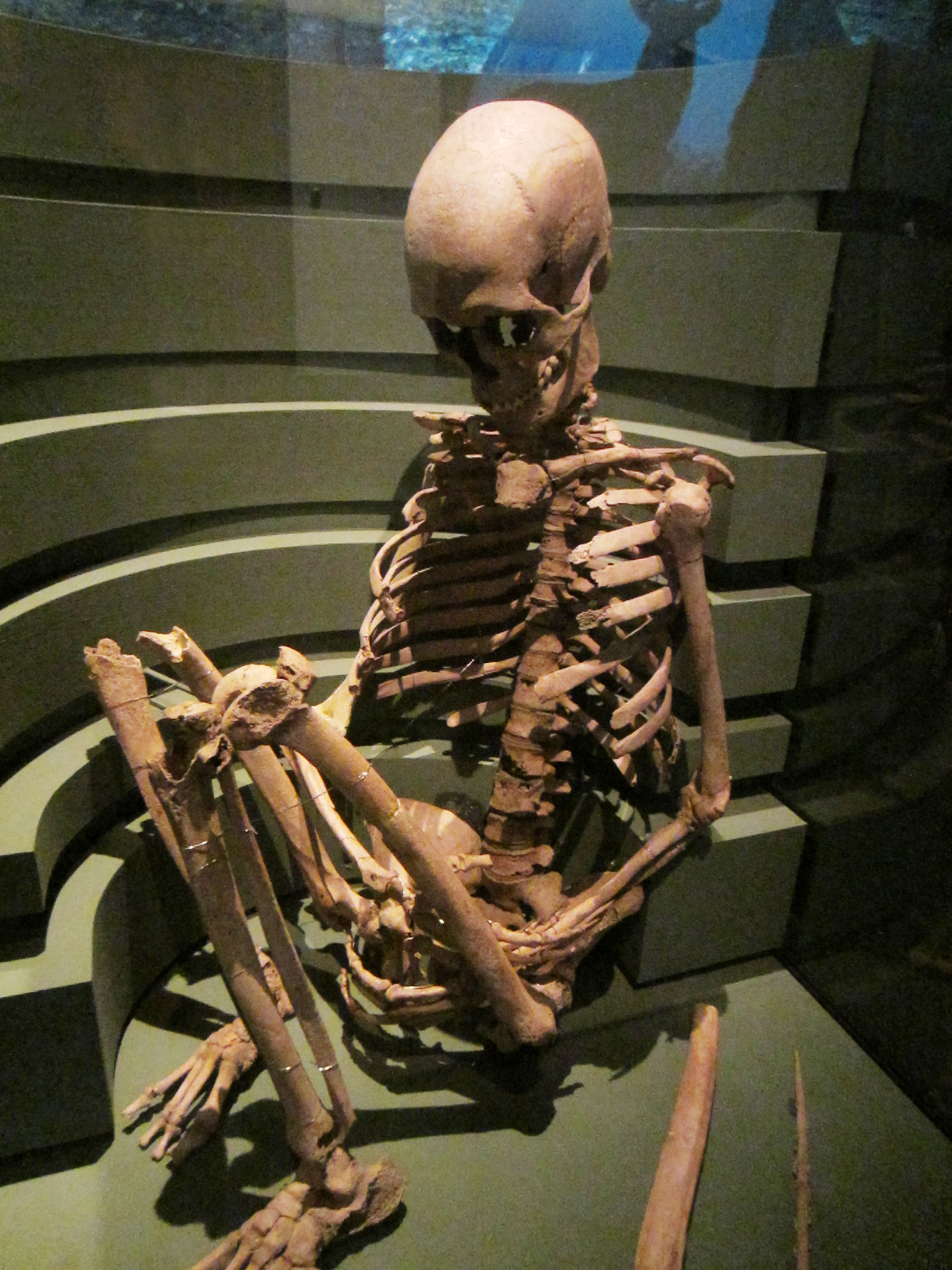
Barumskvinnan, en stenåldersjägare som levde i Skåne för 9 000 år sedan.

En annan betydelsefull stenåldersboplats i Skåne är vid Tågerup, där det hittats spår efter en stor strandboplats från perioden 6 000–5 000 f.Kr.. Gravarna vid Tågerup präglas likt de vid Skateholm av användning av rödockra samt begravning av mat och redskap. Vid Tågerup har arkeologer även hittat spår efter pålverk och bryggor för angöring av båtar, samt ett flertal mjärdar (en typ av fiskredskap). Det finns även spår av hus av olika slag och storlekar, såsom kåtliknande hus cirka åtta meter i diameter, samt större verkstadshus och bostadshus. Möjligen bodde över hundra invånare på boplatsen. Samtida med Tågerupsboplatsen är de tidigaste kända stenålderskonstverken i Skåne. Vid Tågerup har det hittats yxskaft med inristade geometriska figurer och vid Segeå har det hittats hjorthorn från den första hälften av 5 000-talet f.Kr. med liknande inristade mönster.
Barumskvinnan, vars skelett hittades i nordöstra Skåne på 1930-talet, är en av Sveriges mest kända stenålderspersoner. Barumskvinnan levde för omkring 9 000 år sedan och fynd av redskap för jakt och fiske i hennes grav tyder på att hon var en jägare. Att kvinnor ingick bland jägarna i Skandinavien under jägarstenåldern kan också bekräftas genom fynd i kvinnogravar från andra delar av Sverige, bland annat på Gotland.

### Yngre stenålder (4000–1800 f.Kr.)

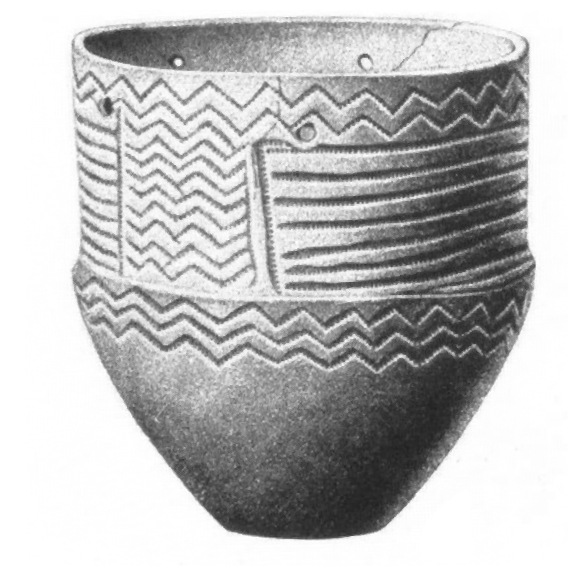
Trattbägare från Skåne.

Övergången till bondestenåldern kan i Skåne dateras till omkring 4 000 f.Kr. då det i pollenavlagringar går att se att almbeståndet plötsligt kraftigt började minska, troligtvis på grund av skogsavverkningar till förmån för odlingar. Jakt och fiske kom att spela fortsatt stor roll under bondestenåldern och odling fick först ett stort ekonomiskt genomslag senare runt övergången mot bronsåldern. Skånska stenåldersfynd tyder på att övergången från jägarstenåldern till bondestenålderns första fas, trattbägarkulturen (cirka 4 000–2 900 f.Kr.), verkar ha gått snabbt. Större bosättningar sprack och mindre grupper, kanske enskilda familjer, började sedan odla marken och ta hand om boskap. Trattbägarkulturens namn kommer från trattbägare, en tidtypisk typ av keramiska bägare som ofta hittas vid bosättningar. Keramiken är förhållandevis enhetlig i hela Sydskandinavien samt i norra Östersjöområdet vilket tyder på att det redan vid denna tid fanns långväga kontakt mellan olika områden.
Under 3 000-talet f.Kr. gjordes för första gången slipade flintyxor i Skåne. I samband med jordbrukets början och dessa flintyxor hittas även de äldsta kända offerfynden i Skåne. Flintyxor är särskilt förekommande som offerfynd men man offrade även andra redskap och mat. Det finns belägg för att man gjorde så kallade grundläggningsoffer när man etablerade sig på en ny plats. En av de längst kontinuerligt använda offerplatserna i det förhistoriska Skåne var en mosse i närheten av Hindby. De äldsta fynden från Hindby är från omkring 4 000 f.Kr., i slutet av jägarstenåldern, och de yngsta är från mitten av bronsåldern, mer än 2 500 år senare. Människooffer genomfördes i Skåne och resten av Skandinavien under både stenåldern och bronsåldern och har exempelvis hittats både vid större gravar och vid mossar såsom vid Hindby.

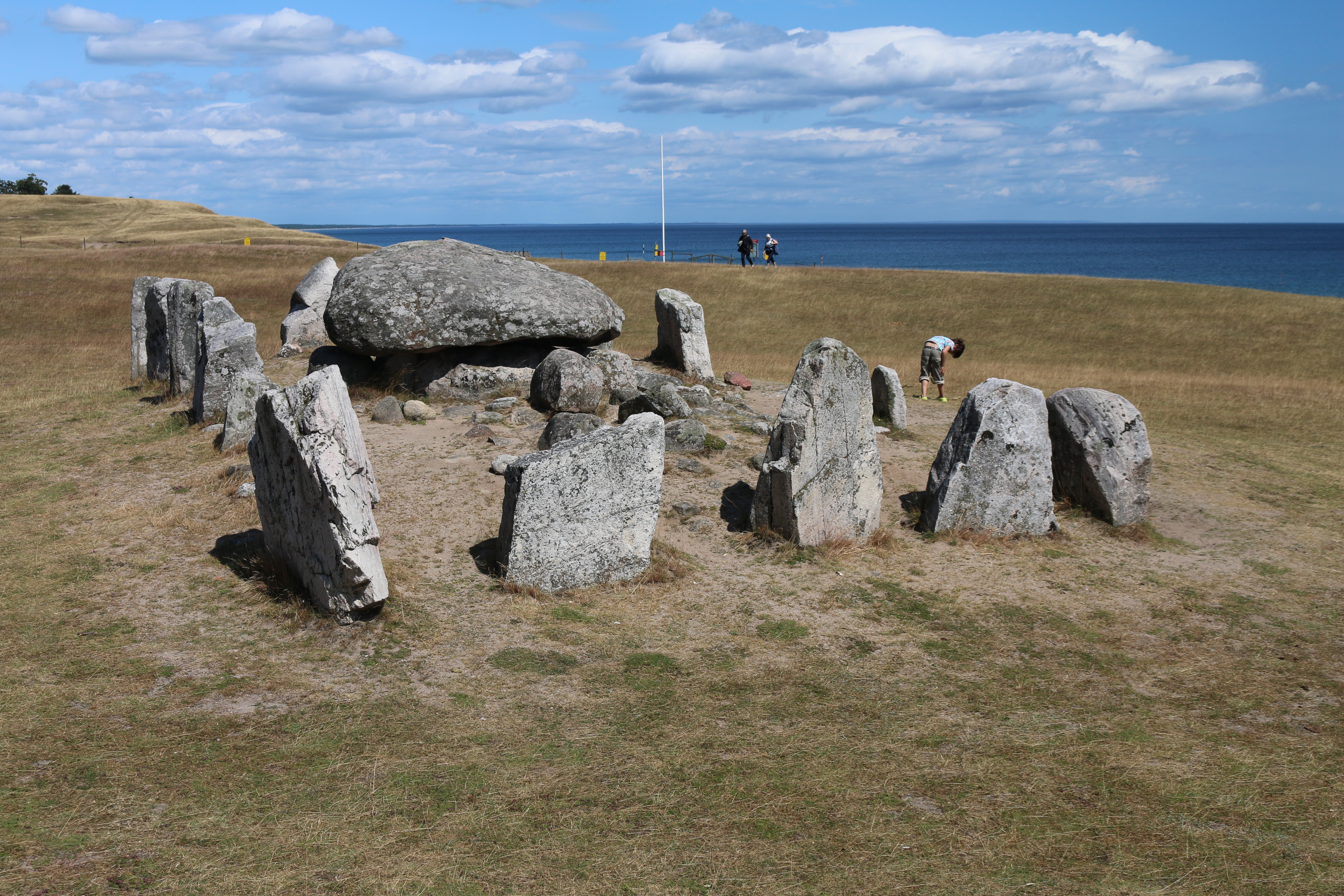
Havängsdösen, en cirka 5 500 år gammal megalitgrav i sydöstra Skåne.

Utöver trattbägarna utmärks den tidiga bondestenåldern av att människor i Sydskandinavien för första gången började bygga gemensamma och större gravanläggningar. Eftersom bondestenålderns gravmonument har krävt samarbete tyder det på att människor trots att de levde mer separat kanske kände en större inbördes samhörighet, samt att gravritualer utvecklades till något mer offentligt och kollektivt. Långhögar, gjorda omkring 4 000–3 500 f.Kr., utgör den äldsta typen av monumentalgravar i Skåne. Dessa är gravområden omringade av avlånga rektanglar med resta stenar. Långhögen i Kyrkoköpinge i sydvästra Skåne är 5×64 meter och med det den största långhögen i hela Sverige. Senare gravtyper som särskilt förknippas med bondestenåldern är dösar och gånggrifter, vilka kan hittas på flera ställen i Skåne och skiljer sig från långhögar i och med att deras gravkammare var gjorda av sten och inte trä. I dösar omgärdas gravkammaren av fyra till fem resta stenblock, samt ett takblock över kammaren. I gånggrift finns även en två till sex meter lång gång till gravkammaren, täckt av stenblock. Båda gravtyperna täcktes av jord.
Efter trattbägarkulturen följde den så kallade stridsyxekulturen (2 900–2 300 f.Kr.). Under övergångstiden mellan trattbägarkultur och stridsyxkultur började människor i Skåne bygga en ny typ av byggnadsverk, så kallade palissadanläggningar. Dessa bestod av hundratals ibland tusentals stolpar i en rund, oval, eller U-form. Eftersom det för det mesta inte finns spår av permanenta strukturer som bostäder eller gravar inom dessa. har de tolkats som kultplatser eller samlingsplatser för andra särskilda ändamål. Tre palissadanläggningar är kända från Skåne. Alla i sydvästra Skåne i Bunkeflo, Dösjebro och Hyllie. Stridsyxekulturens gravformer var enmansgravar omgivna av klumpstenar och gravgåvor ofta i form av keramik och stridsyxor. Under sista delen av stenåldern byggs gravar i form av hällkistor, där oftast mer än en person begravdes i en grav byggd av resta stenhällar med takhällar. Hällkistan låg i en hög eller en stensättning. Hällkistor är vanligare i östra Skåne medan västra Skåne begravde oftare i träkistor omgivna av en avlång stenram.

### Bronsålder (1800–500 f.Kr.)

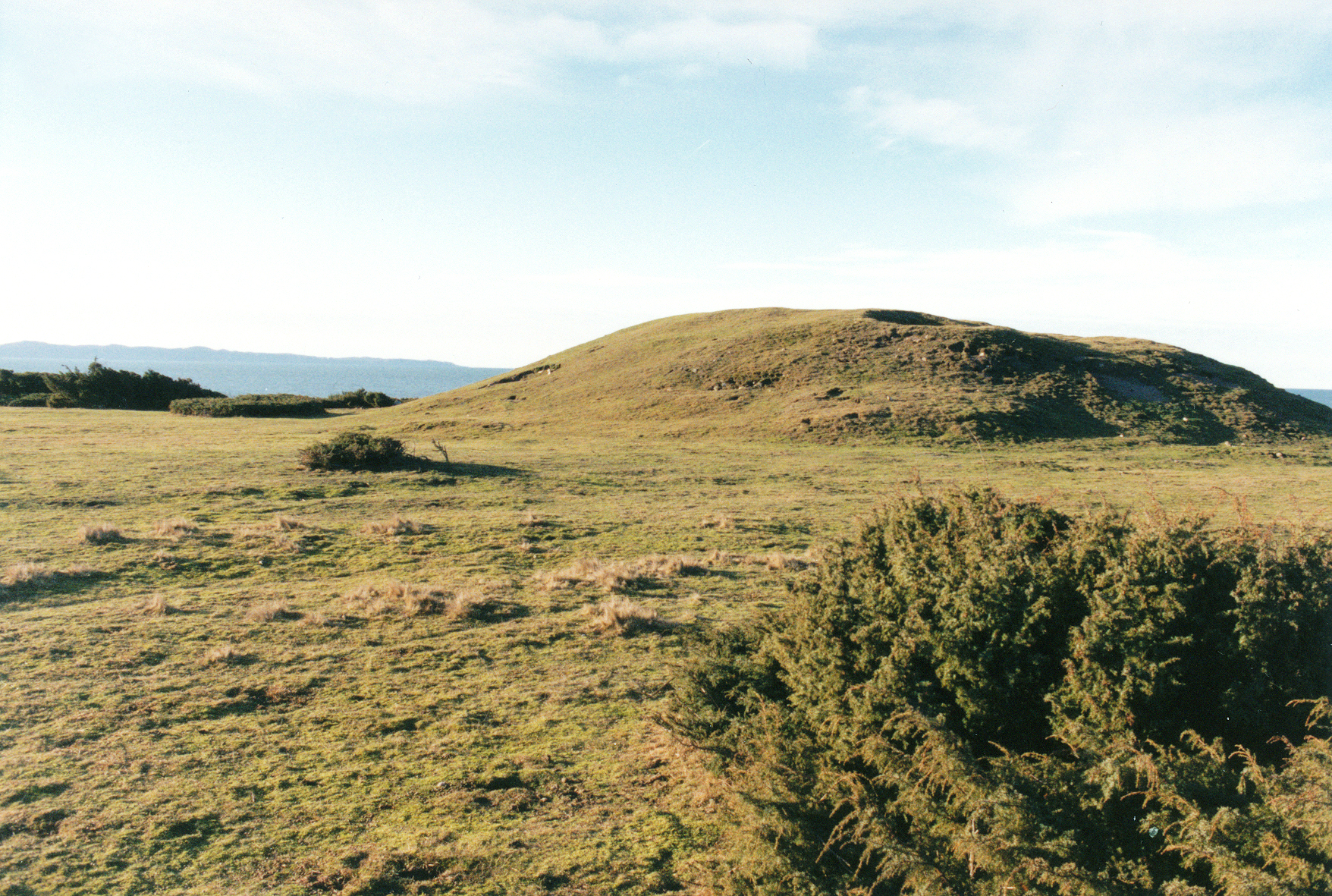
Dagshög, Skånes största gravhög från bronsåldern.

Övergången från stenålder till bronsålder skedde i Skåne omkring 1 800 f.Kr., då bronsföremål börjar dyka upp i landskapet. Analyser tyder på att bronset som användes i Norden först främst tillverkades i Centraleuropa men senare utvecklades även tekniken att gjuta brons inhemskt. För det mesta var bronsålderskulturen i Skåne väldigt lik den i resten av Skandinavien, och i synnerhet nästintill identisk med den i Danmark.
Den överlägset dominanta typen av fornlämning i Skåne är de många gravhögarna från bronsåldern, varav omkring 2 000 stycken idag fortfarande finns bevarade runtom landskapet. Gravhögarna är stora jordhögar i vilka döda begravdes i en träkista tillsammans med gravgåvor. Bjärehalvön i nordvästra Skåne är särskilt rik på gravhögar; på halvön finns över 700 registrerade högar, inklusive Dagshög, Skånes största. Både bygder och gravar från bronsåldern i Skåne låg i regel nära vatten. Som högst kanske det en gång fanns runt 6 000 gravhögar i Skåne, varav de flesta har rivits eller plogats bort genom åren. Eftersom den skånska befolkningen under bronsåldern uppskattats till ungefär 50 000–75 000 människor innebär det att endast den absoluta eliten kan ha blivit begravda i högar. Troligtvis begravdes andra människor genom exempelvis kremering. Under mellersta bronsåldern, omkring 1 400 f.Kr., gick även eliten över till kremering, men deras benrester fortsatte att begravas med gravgåvor i urnor inuti eller i anknytning till existerande gravhögar. Förändringen kan reflektera någon form av religionsskifte.
Likt resten av Skandinavien har det hittats många hällristningar från bronsåldern i Skåne, där de huvudsakligen är koncentrerade i sydöst. Eftersom det inte fanns något skriftligt språk i Skandinavien under bronsåldern är innebörden och syftet av hällristningarna omöjligt att bestämma med säkerhet. Bland de mer unika skånska hällristningarna är hällristningarna i Frännarp, vilka till stor del består av detaljerade avbildningar av tvåhjuliga vagnar. Det är oklart om bilderna visar vagnar som faktiskt användes i Skåne eller om bilderna ska tolkas symboliskt. Järrestads hällristningar är också kända för sina motiv. Utöver vanliga hällristningsmotiv såsom hästar och vad som brukar tolkas som solsymboler kan man här hitta bilder som tycks föreställa ryttare, fotspår, samt den så kallade "dansande mannen", en figur som möjligen utför någon typ av ritual. Utöver gravhögar använde vissa mäktiga bronsålderspersoner istället gravrösen, gravanläggningar byggda som ett röse av sten. Kiviksgraven i östra Skåne är det största gravröset i Norden, med en diameter på 75 meter. Inuti denna grav har man hittat tio stenhällar, varav åtta är dekorerade med hällristningar.
Ett av de mest spektakulära bronsåldersfynden från Skåne är Balkåkra kultföremål, en dekorerad bronscylinder med en diameter på 42 cm. Hur exakt föremålet ska tolkas är omtvistat och det är unikt i Sverige. Endast ett liknande föremål är känt i Europa (från Ungern), vilket tyder på att det inte gjordes i Skåne utan importerades genom handelsförbindelser. Att det pågick utbredd handel under bronsåldern framgår även från hällristningar. Skepp är bland de vanligaste motiven i hällristningar, vilket vittnar om dåtida sjöfart. Eftersom inga bevarade bronsålderskepp har hittats är det inte helt klart hur skeppen såg ut och ska tolkas. Skeppssättningar och skeppsgravar förekom redan under bronsåldern, varav några är kända i Skåne.

### Tidig järnålder (500 f.Kr. – 811 e.Kr.)

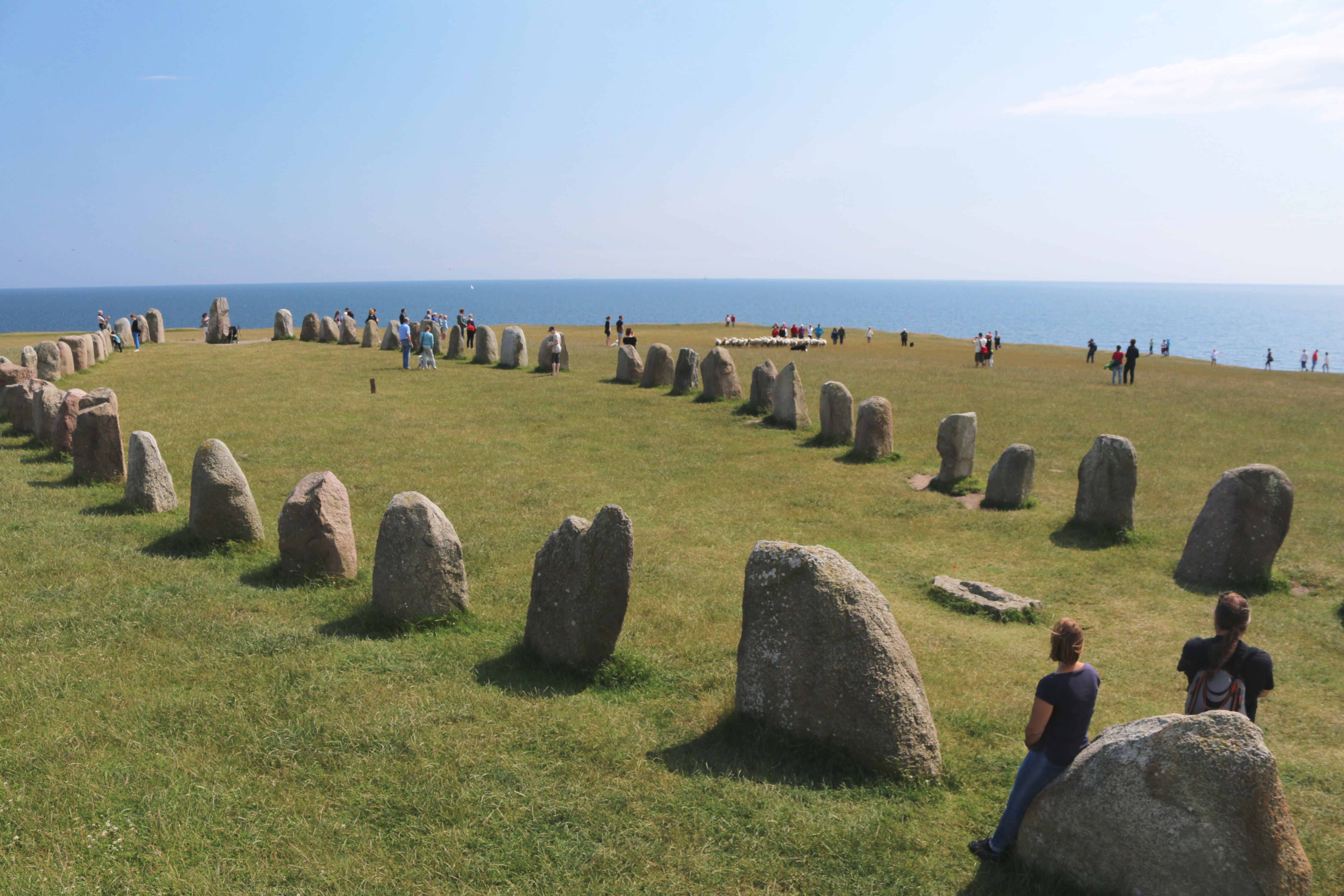
Ales stenar.

I Sydskandinavien var järnåldern, särskilt den yngre romerska järnåldern (150–375 e.Kr.) och folkvandringstiden (375–568 e.Kr.), en våldsam och krigisk tid. Offerfynd av vapen och krigsutrustningar ökar under denna tiden och fynd av krigsbytesoffer tyder på att det inom loppet av trehundra år skedde minst 47 olika slag i Sydskandinavien. Fram till runt 200 e.Kr. var spjutet det huvudsakliga vapnet, men senare ökade även användningen av lansar och svärd. Över 40 vapenfynd har gjorts från järnåldern i Skåne. Stora järnåldersgravfält i Skåne är Albäcksbacken väster om Trelleborg, Simrisgravfältet med 102 gravar, varav sex vapengravar och ett gravfält mellan Höllviken och Foteviken utgrävt av Folke Hansen med 141 gravar.
En typ av storslagen fornlämning som utmärker den skånska järnåldern är fält med stora och resta stenar. Vissa av dessa fungerade som gravfält, såsom Vätteryds gravfält. Den mest kända skånska fornlämningen av denna typ är Ales stenar, en 67 meter lång skeppssättning som uppfördes någon gång mellan 330 och 980 e.Kr., med de flesta dateringarna tydandes på omkring år 600. Ett flertal förklaringar för vad Ales stenars syfte var har lagts fram, bland annat att det rör sig om någon form av begravningsmonument. Gravgåvor i skånska järnåldersgravar vittnar om nära kontakter med resten av Europa. Ett antal gravar uppvisar kontakt med det Romerska riket, bland annat genom fynd av romersk-tillverkade glas och bronskittlar. Det finns även skånska offerfynd från folkvandringstiden i Sösdala och Fulltofta som tycks visa att det fanns förbindelser mellan Skåne och hunnerna, då några skånska i sina offerfynd visar exakt samma mönster och detaljer som de från vissa hunnerhövdingar.

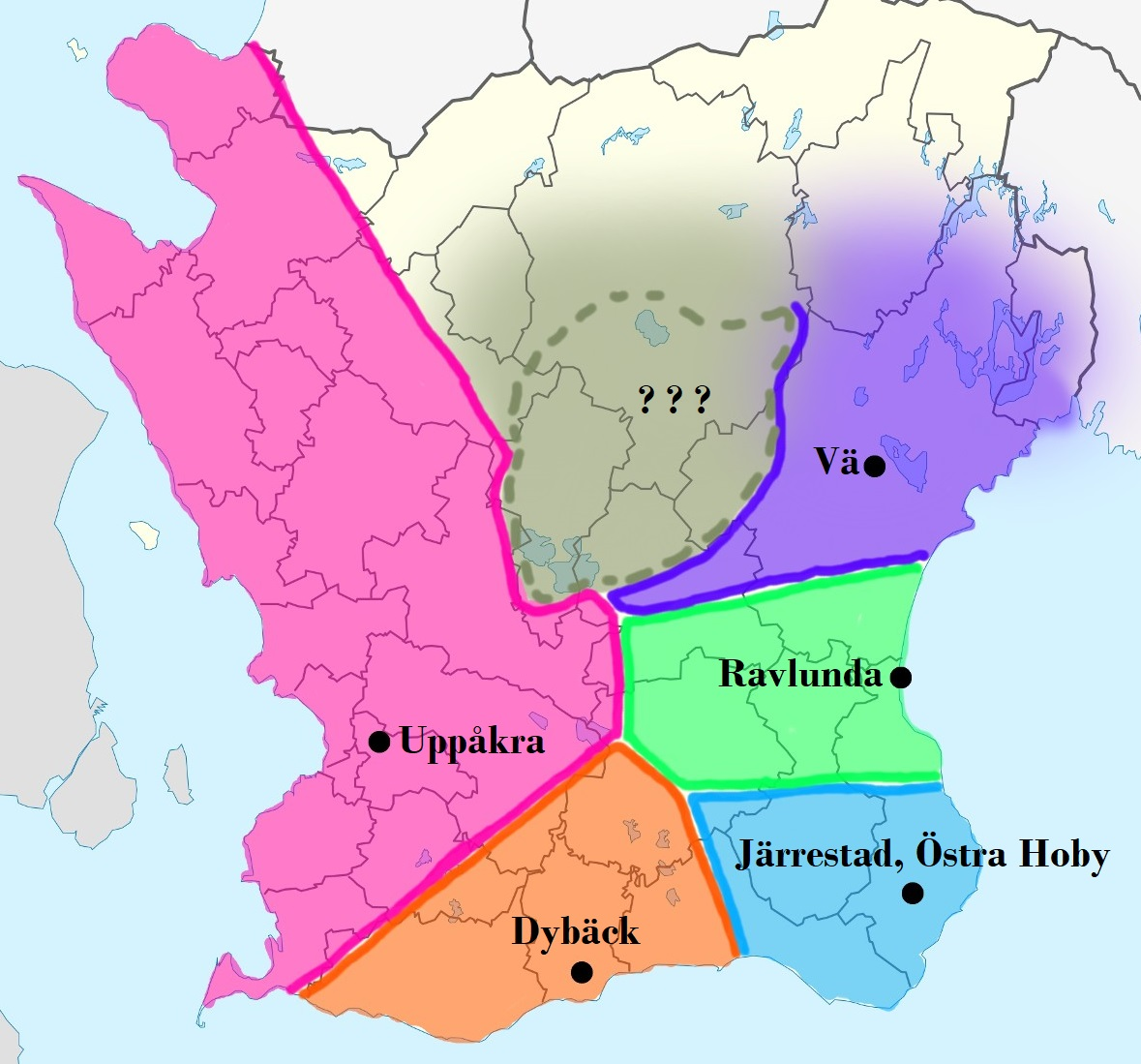
Hypotetisk karta över småkungariken i Skåne cirka 500–900 e.Kr., efter kända centralorter och fynd. Det mellersta området i norr har ingen känd centralort men kan ha utgjort ett sjätte autonomt område.

Flera olika boplatser är kända från den skånska järnåldern. Den i särklass största kända orten i Skånes järnålder är Uppåkra, där tusentals fynd har gjorts. Fynden tyder på att bosättningen i Uppåkra varade i nästan tusen år, från ungefär 100 e.Kr. till efter 900, och att platsen var ett ovanligt tättbebyggt samhälle jämfört med samtida boplatser i andra delar av Skåne.
Det är troligt att Skåne innan Danmarks enande var indelat i olika hövdingadömen. Under perioden mellan år 500 och 800 e.Kr., som i Sverige ofta benämns som vendeltiden, började samhällen i Skandinavien att anamma influenser från de germanska riken som etablerats i Västeuropa efter det Västromerska rikets fall. I samband med detta utvecklades de skandinaviska samhällena vidare mot så kallade småkungariken. Det finns inga bevarade skriftliga källor som kan ge klarhet i hur den politiska indelningen såg ut i Skåne under den här tiden. Arkeologiska fynd, i synnerhet på centralorter som uppenbart varit maktcentrum, tyder på att Skåne från och med kring år 500 kan ha varit indelat i fem eller sex småkungariken, varav det största var ett välde med centrum i Uppåkra som troligen har sträckt sig över delar av västra Skåne. Utöver det stora Uppåkrariket tyder centralorter och fynd på att det bland annat fanns ett stort bygderike som härskades från Vä, ett mindre rike med centrum någonstans i närheten av Ravlunda, samt ett "Österlenrike" som utgick från Järrestad.
Vendeltidens Skåne nämns i den isländske Snorre Sturlassons sagor Heimskringla och Hervors saga, nedskrivna under 1200-talet. Sturlasson skriver bland annat om en Kung Gudröd av Skåne samt dennes brorson Ivar Vidfamne, som efter Gudröds död sägs ha underlagt sig inte bara Skåne utan även Sverige, England, och delar av Tyskland och Östeuropa. Ivar Vidfamne nämns endast i Sturlassons texter, nedskrivna flera hundra år senare, och inga spår—varken arkeologiska eller samtida skrifter—finns av ett skånskt överhöghetsvälde kring Östersjön och Nordsjön under vendeltiden. I regel ses därför informationen från Sturlassons sagor idag inte som historiskt trovärdiga.

## Vikingatid och tidig medeltid (811–1360)

### Tidiga historiska källor (811–950)
Den första gången Skåne omtalas i skrift är år 811, i samband med ett fredsfördrag mellan danerna och den frankiske kungen Karl den store. Med i den danska kungen Hemmings följe var då en Osfrid från Schonen [=Skåne]. Skånes inhemska urnordiska namn tros ha varit Skathinawjō, vilket betyder "den farliga halvön" (eftersom det var svårt att segla runt området) och kan på grund av likheten vara besläktat med namnet Skandinavien. Vem Osfrid var och vad han hade för rang går inte att bestämma mer än att han verkar ha varit en adelsman som kom från Skåne. Kanske var Osfrid en härskare över delar av Skåne, under eller allierad med danerna.
Nästa gång Skåne nämns i en skriftlig källa är i handelsmannen Wulfstans berättelse från runt år 890, vilken behandlar en färd från Hedeby i Danmark till Truso i dagens Polen. Enligt Wulfstan var Skåne under denna tid en del av danernas rike. Wulfstan skriver även att Bornholm var ett självständigt rike samt att Blekinge, Öland, Gotland och Möre låg under svearnas överhöghet.

### Enandet av Danmark (950–1050)

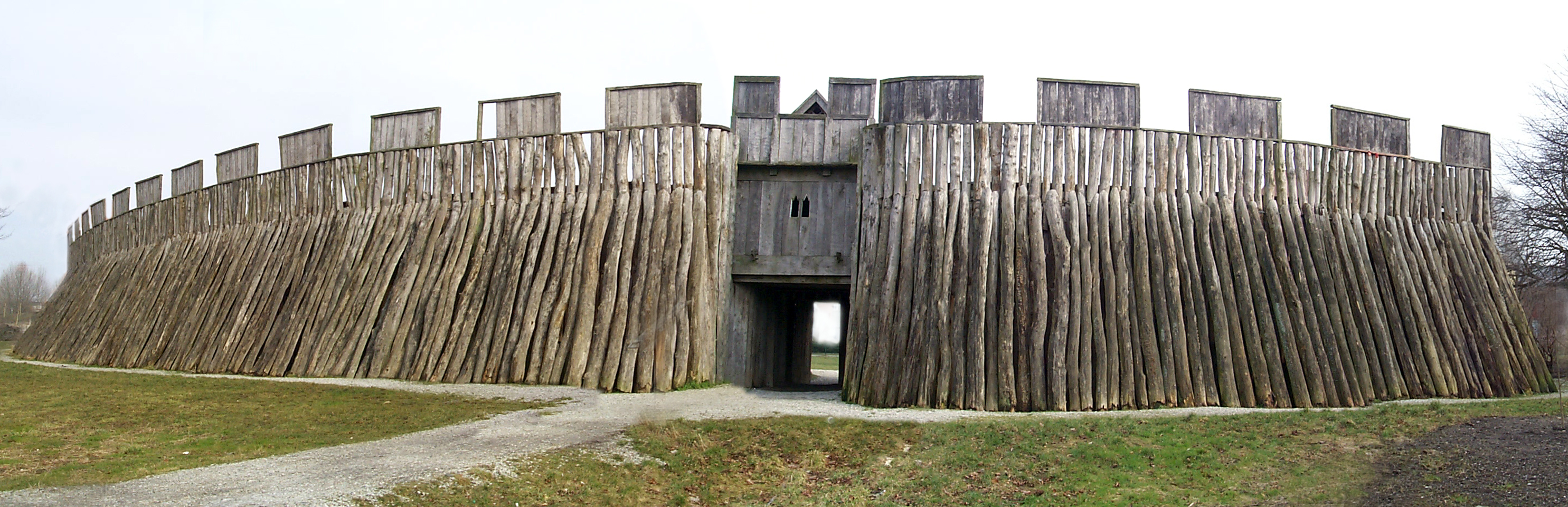
Rekonstruktion av vikingaborgen i Trelleborg. Den ursprungliga borgen byggdes av Harald Blåtand under 900-talet.

Skåne övergick till en mer integrerad del av det danska riket under kungarna Harald Blåtand (cirka 958–986) och Sven Tveskägg (986–1014). Under dessa två kungar började det danska riket förstärkas till ett mer stabilt medeltida kungarike, något som kan ha inspirerats av karolingerna i Västeuropa, och det är först med detta som Danmark med säkerhet kan sägas få ett permanent grepp över Skåne. Myntfynd i Uppåkra tyder på att den stora järnåldersbosättningen där upphörde att existera under den andra hälften av 900-talet, möjligen i samband med att Harald Blåtand erövrade Skåne. Figurer som i senare källor nämns som härskare eller på annat sätt inflytelserika i 900-talets Skåne, såsom Strutharald och Toke Gormsen, kan möjligen ha haft anknytning till Uppåkrariket under tiden kort innan dess undergång.
Lund, en av Skånes äldsta städer, etablerades av den danska kungamakten i slutet av 900-talet eller början av 1000-talet, möjligen i syfte att ersätta det ödelagda Uppåkra. Harald Blåtand var i Skåne även ansvarig för att som en del av ett samtida system av vikingatida borgar uppföra bland annat vikingaborgen i Trelleborg. Danmark, och därför också Skåne, kristnades också under Harald Blåtand, omkring år 960. Danmark under Harald Blåtand och Sven Tveskägg tros inte ha omfattat hela det moderna Skåne. Runstenar resta av stormän under Harald Blåtand kan i Skåne endast hittas kring Öresundskusten i väst och längs sydkusten fram till området kring Ystad. Samtida runstenar i östra Skåne, bland annat vid Simris, vittnar i sin utformning om att området istället låg under svearnas överhöghet.[källa behövs]
Östra Skåne blev som senast danskt under mitten av 1000-talet i samband med att den danske kungen Sven Estridsson (1047–1076) tillsammans med biskopen Egino krigade för att kristna invånarna i Blekinge. Under denna konflikt markerades för första gången en gräns mellan Danmark och Sverige (då under kungen Emund den gamle). Sex gränsstenar restes och placerades vid Blekinges norra gräns mot Småland vilket visar att hela Skåne låg under det danska riket.[källa behövs]

### Skåne i medeltidens Danmark (1050–1329)

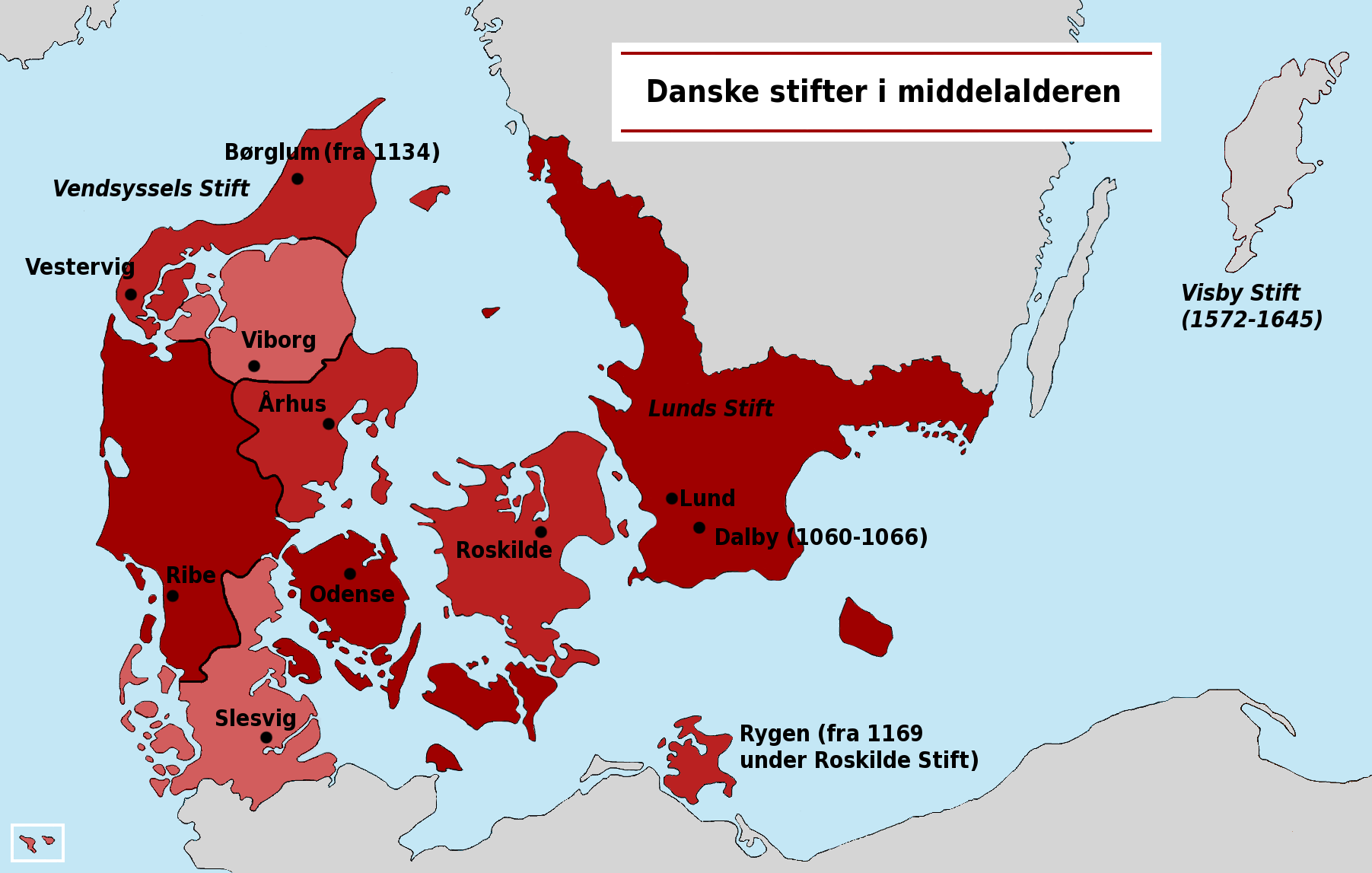
Danska stift under medeltiden.

Skåne var en av Danmarks viktigaste och rikaste delar. En blomstrande fiskeindustri gjorde Skåne ekonomiskt viktigt och landskapet gav även de danska kungarna kontroll över inloppet till Östersjön. Skåne, i synnerhet Lund, blev också ett av Danmarks kulturella centrum. De första danska mynten präglades i Lund under Knut den store (1018–1035). Skånska städer blev under medeltiden tidigt både ekonomiskt rika och inflytelserika. 1085 beordrade kungen Knut den helige (1080–1086) i ett gåvobrev att tre skånska städer—Lund, Helsingborg, och Lomma—skulle börja betala en markskatt. Malmö är något yngre än dessa städer; orten omnämns först under sent 1100-tal och grundades som stad någon gång under 1200-talet.
Från och med kristnandet låg Danmark och resten av Skandinavien inom den katolska kyrkan under Hamburgs ärkestift. Runt år 1060 instiftade Kung Sven Estridsson åtta nya biskopsdömen, varav två—Lund och Dalby—hamnade i Skåne. Den första Lundabiskopen, Henrik, dog redan år 1066 och ersattes då av Dalbybiskopen Egino, vartefter de två biskopsdömena enades till ett med centrum i Lund. År 1103 slutade Skandinavien att vara underodnat stiftet i Hamburg och biskopen i Lund, då Ascer, upphöjdes till att bli hela Skandinaviens ärkebiskop. Från och med 900-talet uppfördes det många kyrkor i Skåne. De tidigaste var stavkyrkor som byggdes i trä i anslutning till större gårdar. Under 1100-talet börjades romanska sockenkyrkor i sten, med långhus, kor, och absid, att uppföras runt om i Skåne; totalt byggdes under medeltidens början ungefär 350 sådana kyrkor.

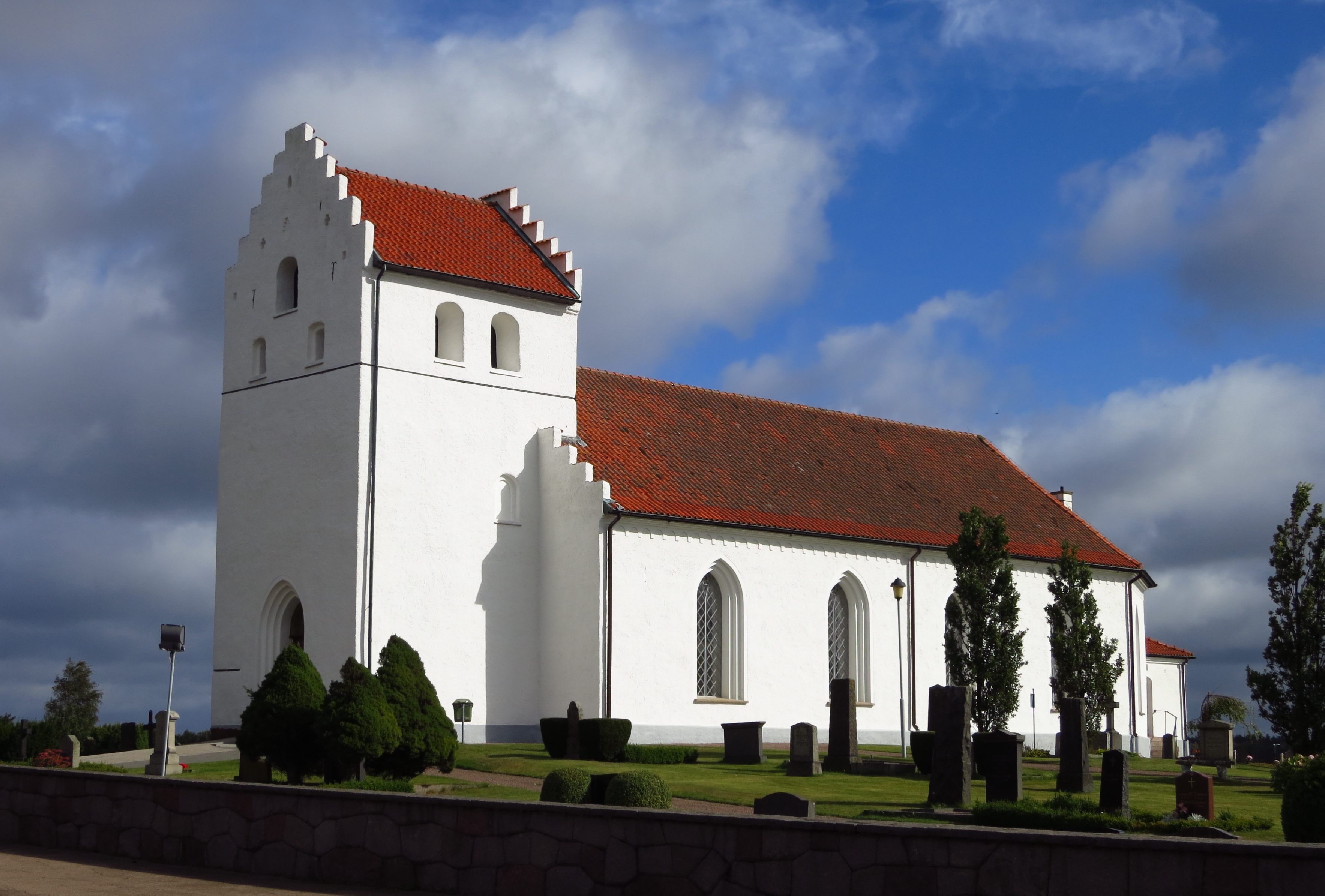
Ekeby kyrka, en av många stenkyrkor som uppfördes i Skåne under 1100-talet.

Under 1100-talet blev Skåne flera gånger de facto självständigt då landskapet hamnade under danska tronkandidater som inte fick stöd i resten av riket. År 1131 utropades Erik Emune, som då befann sig i Skåne, till dansk kung i opposition mot Nils Svensson. Först efter tre år stärktes Eriks position då Lundabiskopen Ascer bytte sida, vilket möjliggjorde Eriks seger samma år vid slaget vid Foteviken i sydvästra Skåne. Efter segern kunde Erik Emune hävda sin makt i hela Danmark och ärkebiskopens inflytande ökade. År 1138 utropades Olof Haraldsson som kung i Skåne i opposition mot den nya danske kungen Erik Lamm. Olof etablerade sig i Lund och gjorde anspråk på hela det danska riket fram tills att han besegrades och dödades under ett slag vid Tjuteå i Skåne 1141 eller 1143. När Erik Lamm dog år 1146 valdes Sven Grate som kung i Skåne i opposition mot kungen som valdes i Jylland, Knut Magnusson. Tronkandidaterna slöt fred 1157 och kom överens om att dela upp Danmark vartefter Sven skulle få behålla Skåne. Sven mördade dock Knut och blev kort därefter besegrad av en annan tronkandidat, Valdemar Knutsson. Valdemar, senare känd som Valdemar den store, återförenade Danmark och förstärkte den danska kungamakten.

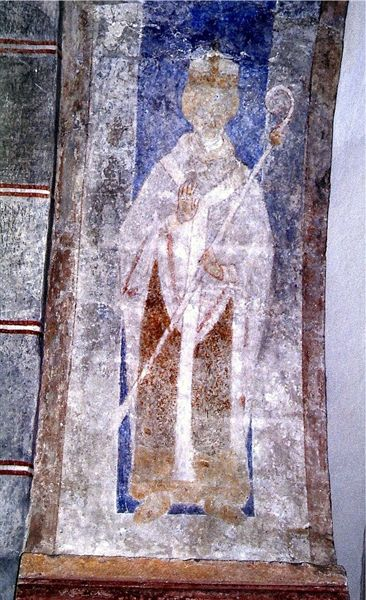
Ärkebiskop Absalon.

En av de mest framträdande ärkebiskoparna i medeltidens Skåne var Absalon (1177–1201). Absalon förespråkade starkt den danska centralmakten och möttes två gånger under sin tid som ärkebiskop av skånska uppror. Upproren grundade sig dels i att Absalon med hårdare tag än tidigare biskopar utkrävde biskopstionden och dels i att han satte in män från Själland som ombudsmän, istället för skåningar. År 1180 plundrade en grupp skåningar Absalons borg vid Sövde kyrka och fördrev honom till Själland. Valdemar den store ryckte 1181 in med en armé från Själland och besegrade upprorsmakarna vid Slaget vid Dösjebro. Efter Valdemars död 1182 valdes i Skåne återigen en egen tronkandidat, Harald Skrænk, som dock snabbt besegrades av skånska stormän och fördrevs. Efter detta kom den danska centralmakten att befästas ytterligare.
I början av 1200-talet skrevs Skånelagen, den äldsta kända landskapslagen i vad som idag är Sverige, för första gången ner. Från 1200-talet och fram tills 1340-talet upplevde Danmark en nedgångsperiod. Under Kung Erik Plogpenning (1241–1250) återkom en upprorsstämning till Skåne när kungen 1249 försökte utrkäva en plogskatt från bönderna. Kungen fördrevs från Lund av en grupp bönder och belägrades sedan i flera dagar i Helsingborg innan han flydde till Själland. Erik återkom sedan och lyckades få plogskatten genom en överenskommelse med bönderna. Tidsvis under 1200-talet härjades och plundrades norra Skåne av svenska soldater. Skåne upplevde dock inte bara en nedgång. Landskapet blev under 1100- och 1200-talet en av norra Europas viktigaste handelsplatser i och med dess sillmarknad. En viktig förutsättning för den blomstrande handeln, som till stor del bedrevs av den tyska Hansan, var att den genomfördes på mark som ägdes av den danska kronan vilket gjorde att marknadsfreden kunde garanteras av kungamakten.

### Skåne under holsteinskt och svenskt herravälde (1329–1360)

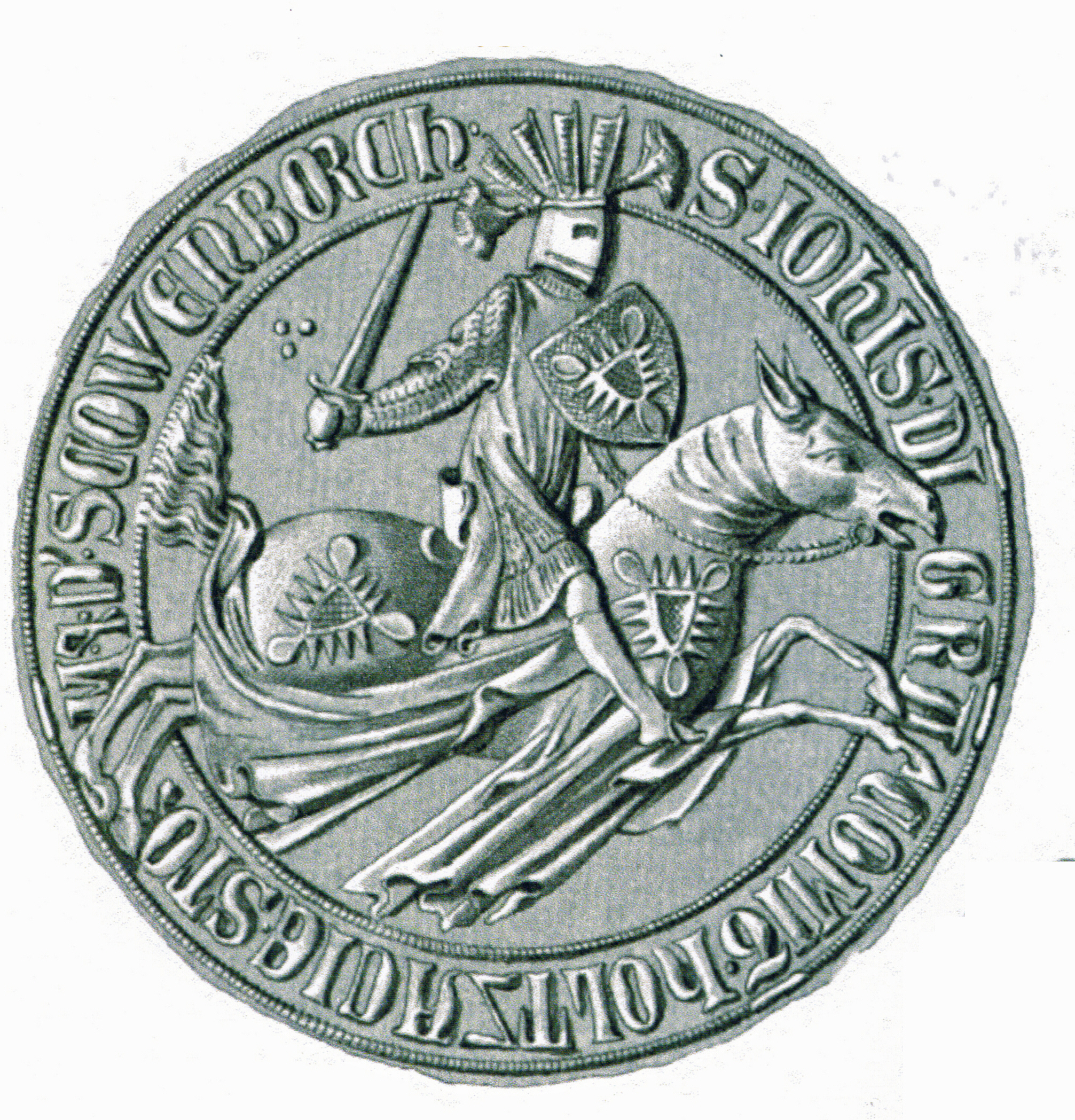
Greve Johan III av Holstein var pantherre över Skåne 1329–1332.

Den danska statskassan tömdes under 1310-talet då Kung Erik Menved bedrev dyra fälttåg i norra Tyskland. Som lösning lånades stora summor från grevar i Holstein och hela danska landskap sattes i pant. Situationen förvärrades ytterligare under Eriks efterträdare Kristofer II. Den 12 november 1329 undertecknades en förlikning mellan Kristofer och Greve Johan III av Holstein, där den senare erhöll bland annat Skåne i pant. När Kristofer II dog år 1332 kröntes ingen ny dansk kung eftersom i princip hela landet hade pantsatts. I Skåne misskötte Johan både styret och ekonomin och sågs snabbt som en förtryckare. Kort efter Kristofers död gjorde folket i Skåne uppror och ärkebiskopen Karl Eriksen vädjade till Magnus Eriksson, kung över Sverige och Norge, att ta över Skåne.
Under november 1332 tågade en svensk armé in i Skåne och hela pantinnehavet (förutom Bjäre och Norra Åsbo härader) köptes för Magnus räkning. En ny dansk kung, Valdemar Atterdag, valdes till slut år 1340 men han saknade resurser nog att återta de förlorade områdena. Valdemar sålde 1341 Bjäre, Norra Åsbo, samt södra Halland till Magnus och den svenska kungens innehav av områdena bekräftades 1343 i freden vid Varberg. Köpet av Skåne gav Magnus Eriksson stora skulder som kom att bestå under nästan hela hans regeringstid men ökade också det svenska kungahusets prestige. Skånelandskapen sågs och fungerade som ytterligare ett kungarike, med egna lagar och mynt, och Magnus började använda titeln "kung av Sverige, Norge och landet Skåne".
På grund av den holsteinska misskötseln välkomnades svenskarna som befriare av både adeln och bönderna i Skåne. Det fanns också gott om missnöje; redan år 1338 ledde stormannen Johan Offesson från sydvästra Skåne ett uppror mot Magnus Eriksson, med oklart motiv. Offesson besegrades men fick behålla livet. Bestraffningen för upproret blev att hans borg (Lindholmen) revs samt att hans familj fråntogs deras landområden i Skytts och Oxie härad. Under Magnus Erikssons tid som kung över Skåne drabbades Danmark av digerdöden år 1348. Sannolikt spreds pesten då även till Skåne men inga direkta uppgifter finns.
Magnus Erikssons son och tänkta tronarvinge, Erik Magnusson, reste sig i uppror mot sin far år 1356. Från sitt fäste i Kalmar tog sig Erik och hans anhängare snabbt till Skåne, där de utan motstånd mottogs av ärkebiskopen Jacob Kyrning. Efter att Erik även tog över Halland inleddes förhandlingar med Magnus, vilka resulterade i att Erik fick bli kung över halva Sverige. Konflikten brast återigen ut i krig redan 1358. Denna gång allierade sig Magnus med Valdemar Atterdag i Danmark, som i utbyte blev lovad Helsingborg. Valdemar anföll Eriks styrkor och danskarna ockuperade snabbt både Skåne och Listerlandet. Valdemar, som egentligen planerade att återställa Danmarks gamla gränser, bröt snart sitt avtal med Magnus. Som svar på detta allierade sig tillfälligt Erik och Magnus och lyckades driva tillbaka honom till Danmark. Efter stridigheterna inledde Erik ett skräckvälde i Skåne. Alla som misstänktes stödja Valdemar eller Magnus mördades och inte ens de som sökte skydd i kyrkor skonades. Mitt i denna utrensning dog plötsligt Erik år 1359, troligtvis på grund av pesten. Efter Eriks död löstes hans styrkor upp och Valdemar tågade år 1360 återigen in i Skåne, denna gång utan att möta mycket till motstånd, och landskapet återerövrades av Danmark.

## Sen medeltid och reformationen (1360–1644)

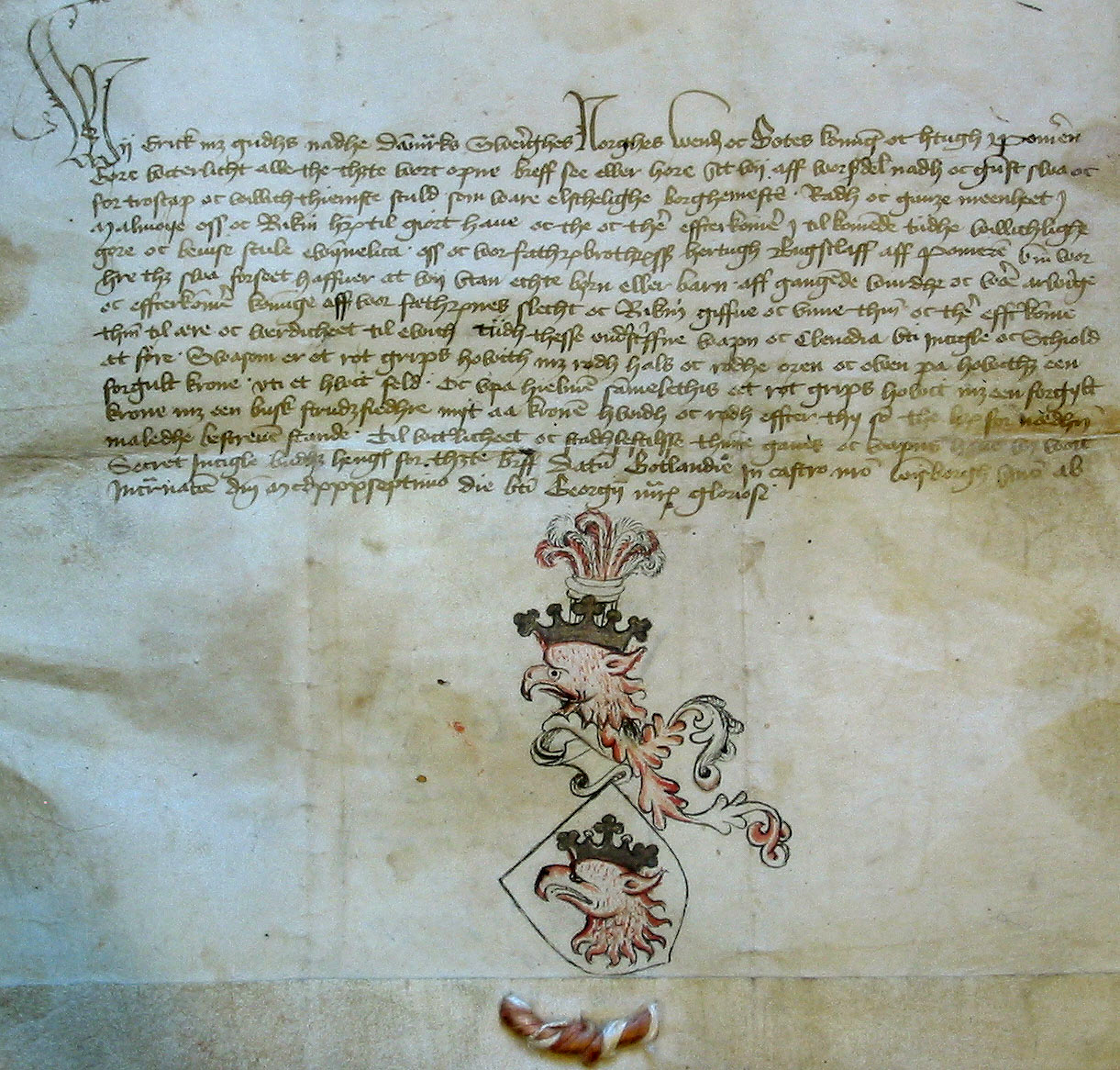
Erik av Pommerns privilegiebrev till Malmö stad, 1437.

Sverige, Norge och Danmark enades för första gången under en enda monark under den danska drottningen Margareta år 1389. 1397 etablerades Kalmarunionen mellan de tre rikena, med Erik av Pommern som kung, regerandes tillsammans med Margareta fram tills hennes död 1412. Erik var förhållandevis misslyckad som unionskung men hans regeringstid 1397–1439 var av stor vikt i Skåne. Erik grundade bland annat staden Landskrona i nordvästra Skåne och i Malmö byggde han slottet Malmöhus samt murar omkring staden. 1437 gav kungen Malmö ett stadsvapen i form av ett rött griphuvud. Detta vapen kom senare att bli förlagan för Skånes landskapsvapen.
Kalmarunionen var överlag en positiv utveckling för Skåne. I och med att landskapet slutade att utgöra ett gränsområde mellan Danmark och Sverige blev det till en början säkert från krig och härjningar mellan de två rikena. Hansan motsatte sig Erik av Pommern eftersom han aktivt försökte konkurrera med deras handel och härjade därför längs med Öresundskusten. Vid ett tillfälle brände Hansan ner Landskrona men Erik lyckades motverka dessa problem genom att anlägga nya borgar för att bättre övervaka Öresund. Kalmarunionens enighet utmanades flera gånger av Sverige, i synnerhet under Engelbrektsupproret (1434–1436) och under Karl Knutssons upprepade kröningar som svensk kung (tidsvis 1448–1470). Under dessa tider kunde Skåne återigen uppleva konflikt, bland annat då Karl Knutssons trupper år 1452 härjade landskapet och brände ner Landskrona, Helsingborg och Vä.

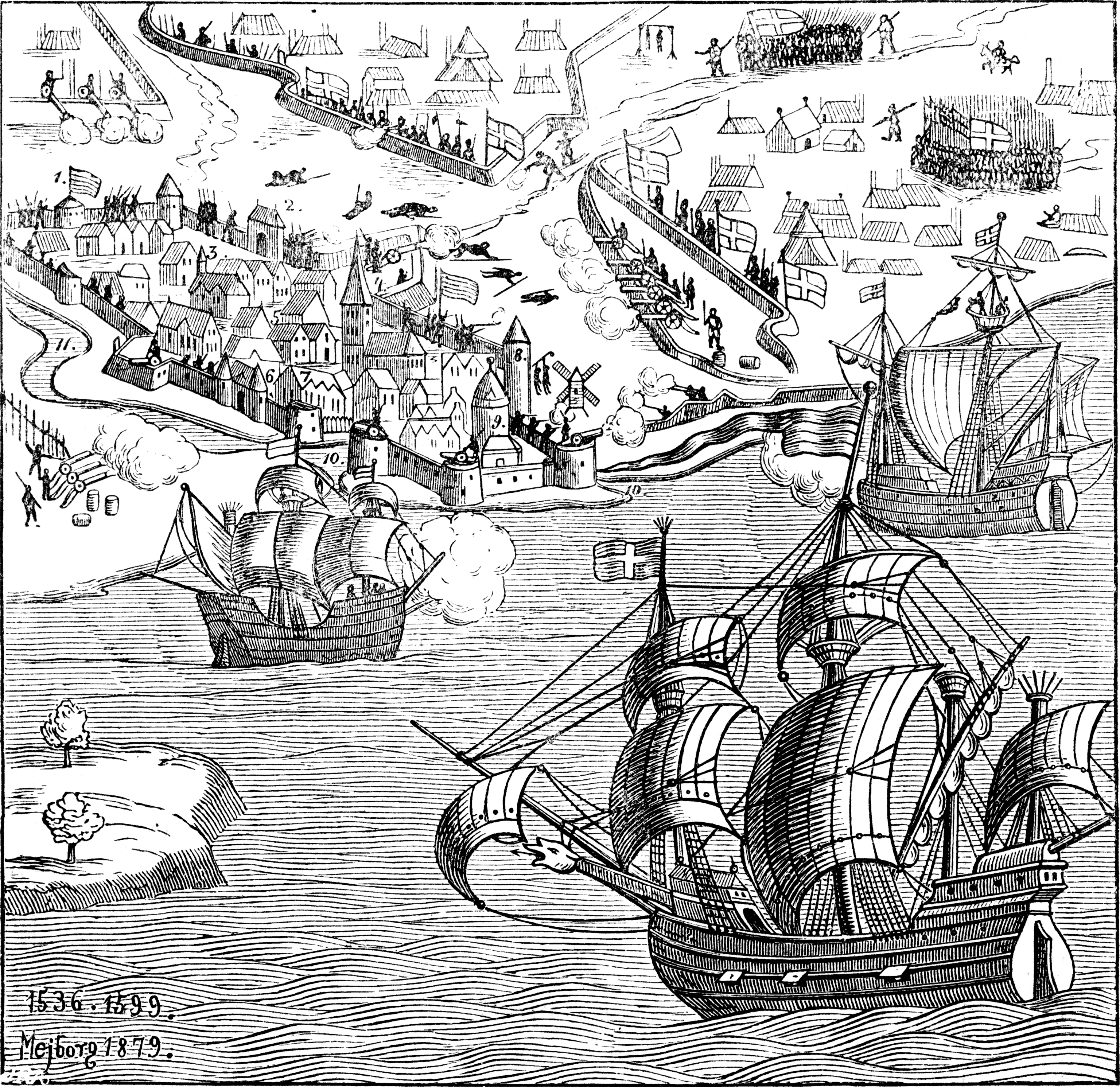
Under grevefejden (1534–1536), det största inbördeskriget i dansk historia, försökte Malmö, Köpenhamn, och Hansan att återinsätta Kristian II på Danmarks tron.

Tidigt under 1500-talet bröt Kalmarunionen samman. Efter att den danske kungen Kristian II lyckades hävda sin makt i Sverige år 1520 genomförde han en omfattande utrensning av sina motståndare (Stockholms blodbad). Svenskarna fördrev honom och istället utropades Gustav Vasa i samband med befrielsekriget (1521–1523) först som svensk riksföreståndare år 1521 och sedan som självständig svensk kung år 1523. Kristian II fortsatte att vara kung i både Danmark (inklusive Skåne) och Norge. Kristian II var populär i Skåne, där han bedrev reformer som gynnade både bönderna och städernas borgare. Särskilt Malmö var trogna anhängare till kungen eftersom staden under hans styre börjat växa fram som en viktig stad för handel och administration. Kristian II avsattes även i Danmark och Norge i januari 1523 men hade fortsatt anhängare i bland annat Skåne. Under 1520-talet och 1530-talet organiserades ett antal uppror i Skåne för att försöka återinsätta Kristian II på Danmarks tron. Det största var grevefejden (1534–1536), också det största inbördeskriget i Danmarks historia, då Malmö tillsammans med Köpenhamn och Hansan slogs för den avsatta kungen.
Efter att Kung Kristian III (1534–1559) vunnit grevefejden blev Danmark protestantiskt år 1536. Detta år anses i regel markera slutet på medeltiden i Danmark, och därför även i Skåne. Reformationen i Danmark utgick från Skåne och Malmö var ett tidigt centrum. Redan år 1528 hölls den första evangeliska mässordningen med danska som gudstjänstspråk i Malmö. I samband med reformationen blev Malmö på Lunds bekostnad den mest framträdande staden i Skåne. Det katolska ärkebiskopsdömet i Lund avskaffades år 1536 och godsen i staden kom på sikt att överföras till adeln. Runtom i Skåne stängdes ett flertal kyrkor och kloster, särskilt i Lund, och flera revs för att användas som byggnadsmaterial i Malmö och Köpenhamn.
I Danmark är tiden från 1536 till 1660 känd som "adelsväldets tid". Adeln blev under denna period historiskt mäktig, delvis genom att man fick ta över tidigare kyrkogods, och genomförde aktivt byggnadsverksamhet genom hela landet. I samband med att den danska adelns stormän fick ökat inflytande försvagades periodvis även den danska kungamakten fram till att ett kungligt envälde infördes år 1660. Kungar under adelsväldets tid kunde också vara inflytelserika i Skåne. Kung Kristian IV (1588–1648), som bland annat grundade Kristianstad, var särskilt populär i Skåne och fick där tillnamnet "den folkkäre". Skåne var under 1500-talet mycket kulturellt viktigt inom Danmark. Några av de absoluta topparna i det danska kulturlivet hade sitt ursprung i Skåne, exempelvis Arild Huitfeldt, Christiern Pedersen och Tycho Brahe.

## Skåne blir svenskt (1644–1719)

### De skånska krigen (1644–1679)
Skånes återgång till ett gränslandskap mellan resterande delar av Danmark och Sverige blev betydelsefullt under dansk-svenska konflikter under 1600-talet. Det första i serien av krig som utkämpades i Skåne under 1600-talet var Horns krig (1644–1645) vilket mer eller mindre utgjordes av straff- och plundringsexpeditioner utförda av den svenska armén. Särskilt västra Skåne härjades och skadorna som orsakades tog flera decennier att reparera. Minnet av Horns krig utnyttjades under senare konflikter av den danska centralmakten för att uppmuntra lokalt motstånd mot svenskarna.
Medan Sverige stärktes och växte till en stormakt i och med det långa trettioåriga kriget (1618–1648) försvagades Danmark. 1654 ärvdes den svenska kronan av Karl X Gustav, känd för att vara ambitiös och för att föredra militära lösningar. Detta oroade Danmark och den 5 juni 1657 tog Fredrik III av Danmark chansen att förklara krig mot Sverige samtidigt som Karl X Gustav var upptagen med ett krig i Polen. Den svenska armén tog sig snabbt från Polen, genom Tyskland, till den danska gränsen. Från juli till oktober belägrades den danska fästningen Frederiksodde. Den lyckade stormningen av Frederiksodde gav de svenska styrkorna fri tillgång till Danmarks hjärtland. Under vintern trotsade Karl X Gustav havet och skickade armén över det istäckta vattnet till de danska öarna. Fyn ockuperades i januari på mindre än ett dygn. Under februari genomfördes det våghalsiga tåget över Bält, där kungen och delar av armén tog sig över till Själland. På Själland möttes svenskarna snabbt av en förhandlingsdelegation och den 26 februari 1658 skrev parterna under freden i Roskilde. Fredsfördraget efter Karl X Gustavs första danska krig blev en storslagen framgång för Sverige och det värsta i Danmarks historia. Skåne, Blekinge, Bornholm, Bohuslän och Trondheim blev alla svenska. Halland, vilket 1645 hade lånats till Sverige på en överenskommen period på 30 år, bekräftades som permanent svenskt.

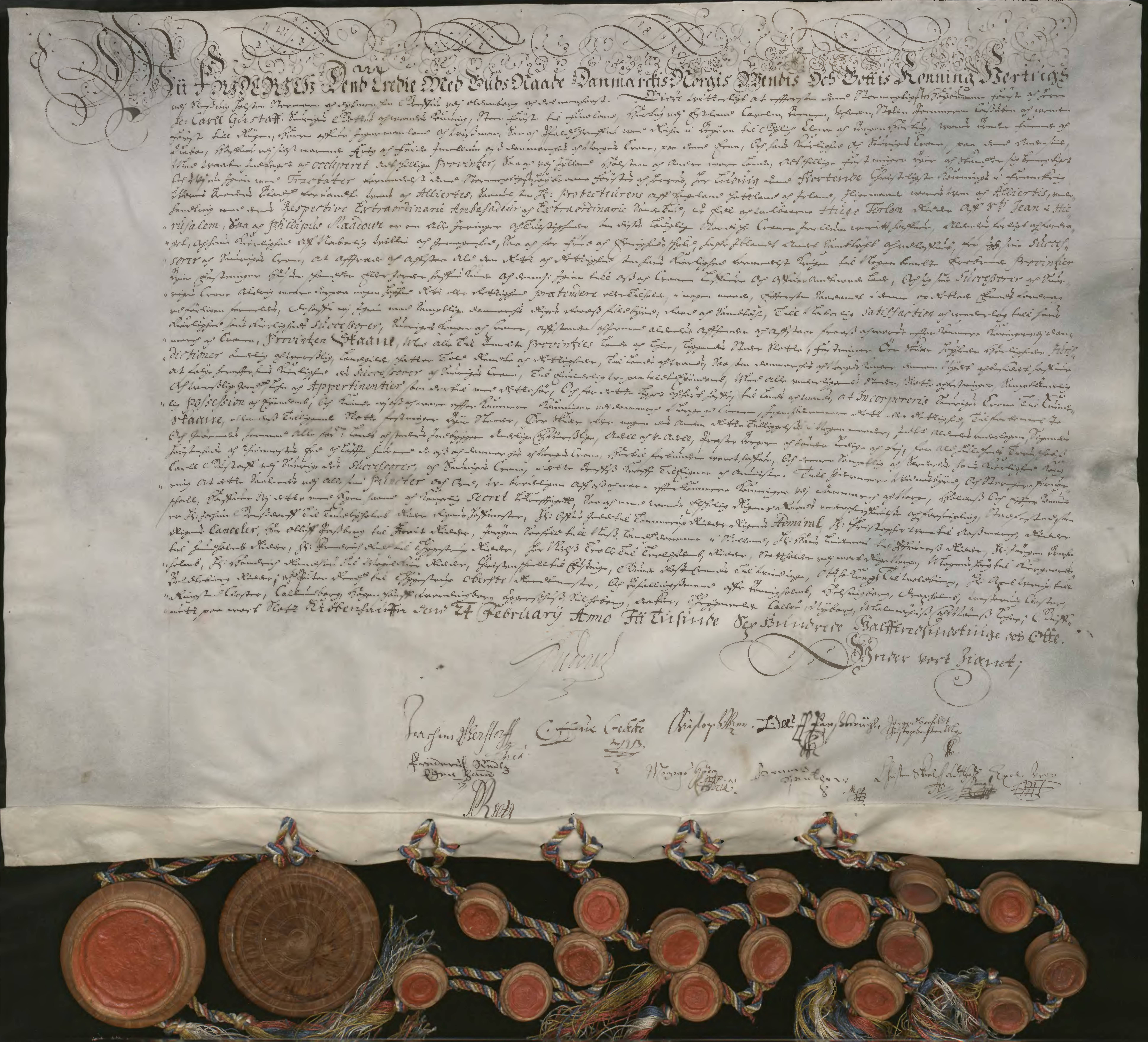
Det danska cessionsbrevet gällande avträdelse av Skåne till Sverige, 1658.

Den 5 augusti 1658, mindre än sex månader efter freden, chockerade Karl X Gustav omvärlden när han återigen anföll Danmark, i strid med fredsöverenskommelserna. Kungen hoppades på att fullständigt erövra Danmark. Svenskarna belägrade snabbt Köpenhamn men flera europeiska stater slöt upp bakom Danmark, bland annat Nederländerna som försåg den danska huvudstaden med förstärkningar och förnödenheter. Ett försök att storma Köpenhamn misslyckades i februari 1659 och efter att Karl X Gustav plötsligt dog i lunginflammation den 13 februari 1660 avslutades hans andra danska krig. Freden i Köpenhamn den 27 maj 1660 återlämnade Trondheim och Bornholm till Danmark men Skånelandskapen förblev svenska.
År 1675 förklarade både det Tysk-romerska riket och Nederländerna krig mot Sverige. Även Kristian V av Danmark gick med i kriget och hoppades utnyttja det för att återta Skånelandskapen. Under det skånska kriget landsteg Kristian och den danska armén vid Råå utanför Helsingborg i juni 1676 och lyckades snabbt återta hela Skåne förutom Malmö. Den danska armén fick starkt stöd av lokalbefolkningen i Skåne och Kristian V hyllades av många skåningar som en befriare. Freden i Roskilde 1658 hade stadgat att Skåne skulle behålla sina gamla privilegier och lagar men under tidigt svenskt styre hade nyinflyttade svenskar favoriserats på bekostnad av lokalbefolkningen och danska adelsmän som lämnade landskapet fick sin egendom och sina gods konfiskerade. I Skåne hade det danska styret därför börjat glorifieras och vissa började på landsbygden på eget bevåg bedriva gerillakrigföring mot Sverige, så kallade snapphanar. Snapphanarna uppmuntrades av Danmark och rekryterades under kriget. Den danska krigslyckan vände i och med den svenske kungen Karl XI:s seger vid slaget vid Lund den 4 december 1676, ett av de blodigaste slagen i Nordens historia. Efter slaget blev båda sidors positioner mer eller mindre fastlåsta. Fred uppnådes med hjälp av utländsk medling år 1679, utan några ändringar på den dansk-svenska gränsen som fastslagits 1660.

### Försvenskningen av Skåne (1679–1719)

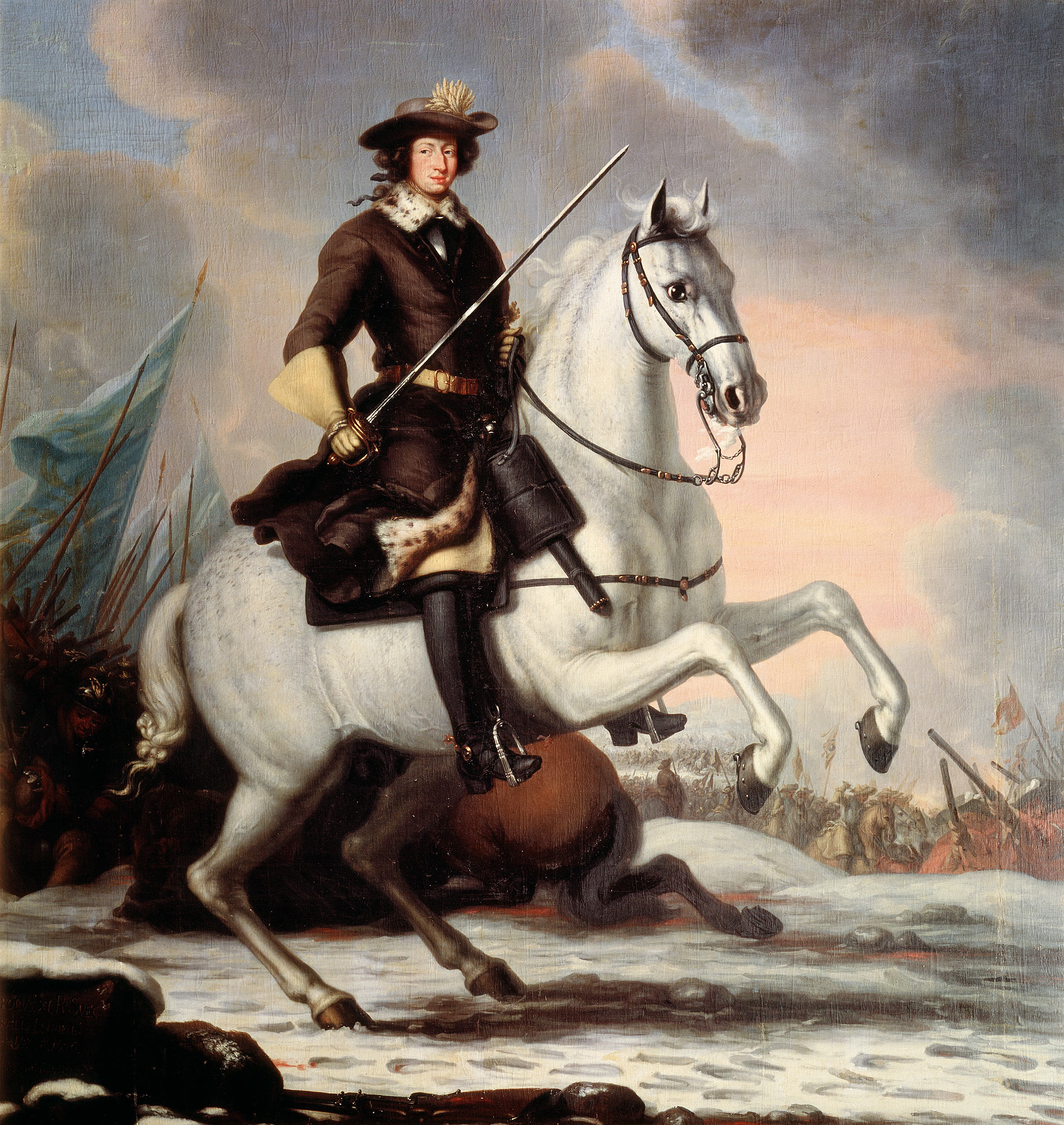
Under Karl XI (1660–1697) genomfördes en omfattande försvenskning av Skåne.

Mellan 1658 och 1719 pågick försvenskningen av Skåne. För att styra Skånelandskapen inrättades 1658 det skånska generalguvernementet. Den första generalguvernören, Gustaf Otto Stenbock (1658–1664), önskade hålla sig god med adeln och var orolig för danska anfall; under 1660-talet respekterades för det mesta de existerande sederna i Skåne. 1660-talets enda stora steg i försvenskningen var grundadet av Lunds universitet år 1668 i syfte att snabbt utbilda svensktalande lärare, tjänstemän och kyrkoherdar. När Kung Karl XI (1660–1697) blev myndig inledde kungen och hans regering en omfattande assimileringskampanj, en av de mest effektiva av sitt slag som någonsin genomförts i Europa. Herman Lindqvist har beskrivit försvenskningen av Skåne som en etnisk rensning men vissa andra historiker, såsom Bengt Liljegren, har motsatt sig det begreppet.
Försvenskningsåtgärderna var delvis psykologiska. Det danska språket, danska böcker, samt all form av kontakt med Danmark, förbjöds. Vissa präster i Skåne gömde sina gamla danska biblar, trots att de genom detta riskerade att avsättas. På sikt ersattes både danska präster och ämbetsmän med svenskar. I och med kyrkoplikten tvingades skåningar att lyssna på svenskspråkiga predikningar. Undervisning för barn bedrevs också uteslutandes på svenska och barnen fick bland annat lära sig om äldre svenska kungar såsom Gustav Vasa, trots att de aldrig regerat över Skåne.
Mellan 1675 och 1718 minskade Skånes befolkning med 26 % (180 000 till 132 800 invånare). 30 000 pojkar från Skåne tvångsinskrevs i den svenska armén och många förflyttades till Baltikum och återvände aldrig hem. Svenska soldater fick i Skåne rätt till kost och logi på gårdarna, med sin lön betald av de skånska bönderna i utbyte mot skattereduktion. Soldaterna fick också rätt att ta över delar av jordbruket. På vissa håll tog soldater över hela gårdar efter att bönderna dött. Svenska män inkvarterades även avsiktligt i vissa byar, uppmanade att gifta sig med skånska flickor och ta över gårdar. När omfattande protester bröt ut började svenska soldater använda sig av utpressningsmetoder och begå övergrepp såsom stöld, misshandel, mord och våldtäkt. Väpnat motstånd mot Sverige fortsatte på håll och slogs i regel ner brutalt. Upprorsmakare torterades offentligt för att sedan avrättas. 1677 kungjordes det att bestraffningen om en skåning på något sätt skadade en svensk soldat eller representant var att alla män i närmaste by skulle betala höga summor samt att var tredje man i byn skulle avrättas. Under det tidiga svenska styret i Skåne flydde 15 000 skåningar (ungefär 8,5 % av landskapets befolkning) till Danmark. Trots hårdare tryck och svenska maktdemonstrationer såsom nedbränningen av Örkeneds socken 1678 fortsatte motståndet. Den sista kända snapphanen, Niels Tuasen, avrättades år 1700.

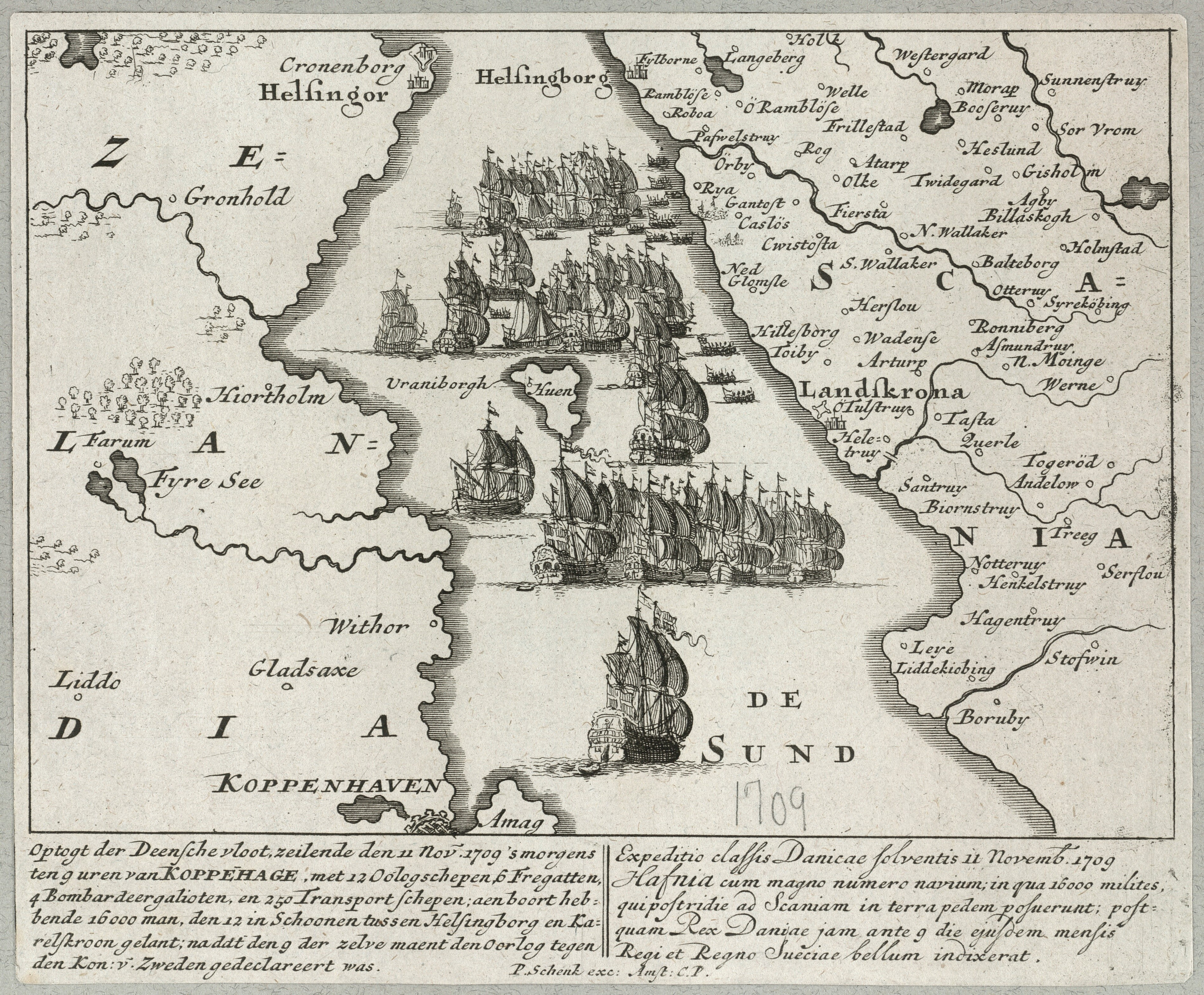
Samtida kopparstick visandes den danska invasionsflottans korsande av Öresund under kriget 1709–1710.

En av Karl XI:s tidiga generalguvernörer i Skåne var Johan Göransson Gyllenstierna (1679–1680) som planerade att förstatliga de skånska godsen och starkt militarisera Skåne, planer som aldrig genomfördes. Försvenskningsåtgärderna i Skåne skedde i stor del under Gyllenstiernas efterföljare, Rutger von Ascheberg (1680–1693). Von Ascheberg såg konflikten mellan bönderna och soldaterna som det största hindret för försvenskningen. I denna fråga tog han böndernas parti och lyckades bedriva reformer som på sikt gav bönderna något som liknande en arbetsgivarroll över soldaterna. Von Ascheberg började även lösa Skånes ekonomiska problem. Många gårdar, på vissa håll så många som 70 %, hade lämnats öde under krigen och behövde byggas upp. Ett lyckat uppbyggnadsprojekt genomfördes genom att ge dem som valde att återuppbygga en gård skattefrihet, (ibland) bördsrätt, samt rätten att lämna gårdarna i arv till släktingar. Förändringar till skåningarnas fördel i och med nationsbytet var att böndernas ställning i samhället förbättrades samt att Skåne i Sverige fick en statsrättslig ställning som landskapet inte hade haft i Danmark, med politiskt inflytande genom tillträde till den svenska riksdagen.
När Danmark gjorde ett ytterligare försök att återta Skånelandskapen under det danska fälttåget i Skåne och Blekinge 1709–1710 anslöt sig ingen större mängd skåningar till den danska armén och det var trots propaganda inte möjligt att rekrytera några snapphanar. Trots detta var kriget till en början en dansk framgång och större delen av Skåne ockuperades. Den danska armén slogs sedan tillbaka av en hastigt sammankallad svensk styrka vid det blodiga slaget vid Helsingborg den 28 februari 1710. Bristen på skånskt stöd bara trettio år efter det skånska kriget kan tyda på att försvenskningen i stort sett redan lyckats vid denna tid.
Under det stora nordiska kriget fungerade Lund som Sveriges inofficiella huvudstad i nästan två år, 1716–1718. Karl XII valde att etablerade sig i Lund på grund av stadens handelsförbindelser och dess närhet till Danmark. 1719 upplöstes det skånska generalguvernementet och Skåne delades administrativt in i två län, Malmöhus län och Kristianstads län, en indelning som kom att bestå till 1996.

## De första svenska århundradena (1719–1945)

### Förfall och återuppbyggnad (1719–1803)

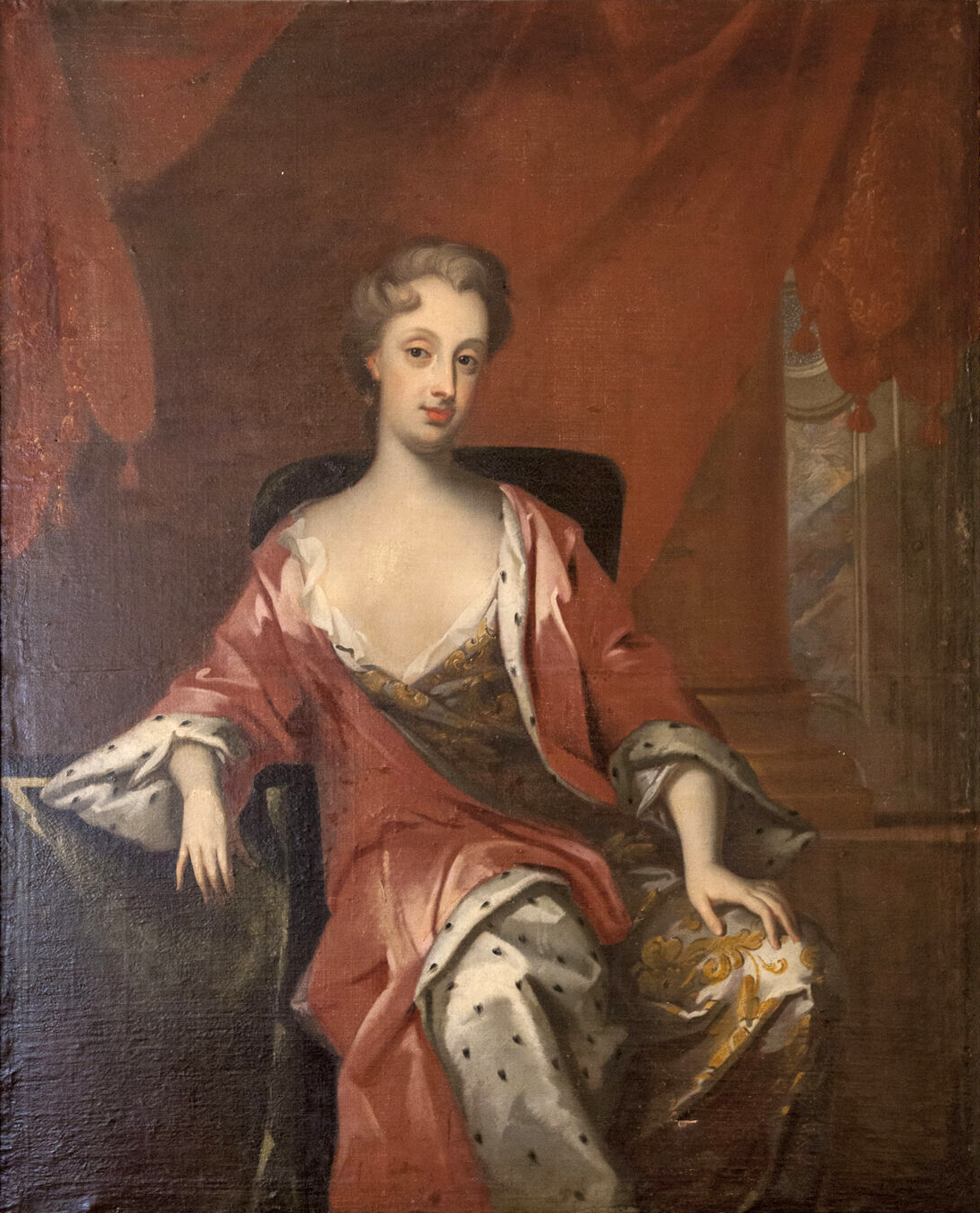
Christina Piper var under det tidiga 1700-talet den främsta slottsbyggaren i Skåne.

Den svenska erövringen av Skåne gjorde att landskapet gick från att vara ett av Danmarks huvudlandskap till en erövrad provins i Sveriges periferi. Skåne spelade en mer eller mindre obetydlig roll under 1700-talet. Både landsbygden och städerna genomgick till följd av krigen olika former av förfall. En gång viktiga städer såsom Lund och Helsingborg låg till stor del i ruiner och lamslogs dels avsiktligt och dels till följd av nya handelspolitiska förhållanden. Den skånska kulturtraditionen tog också kraftig skada efter att banden till Danmark bröts. 1711 återkom pesten till Skåne (se pesten i Sverige 1710–1713). Dödstal skiljde sig runtom i landskapet; i Malmö sjönk befolkningen med över 20 %.
Först omkring år 1721, efter slutet på det stora nordiska kriget, satte adlig byggnadsverksamhet igång igen i Skåne. Först rörde det sig främst om restaurationer av de gamla skånska adelsherrgårdarna. Processen kan sägas ha inletts av den Stockholmska entreprenören Christina Piper, som blev den främsta slottsbyggaren i Skåne under början av 1700-talet. Piper investerade också i Andrarums alunbruk, vilket blev en av Sveriges mest betydande industrier, och anlade stora trädgårdar vid slotten som senare uppmärksammades av Carl von Linné. Den adliga byggnadsverksamheten bidrog till att många svenskar norrifrån flyttade till Skåne. Under 1700-talet kom sådana "uppsvenskar" att fullkomligt dominera det kulturella livet i Skåne.

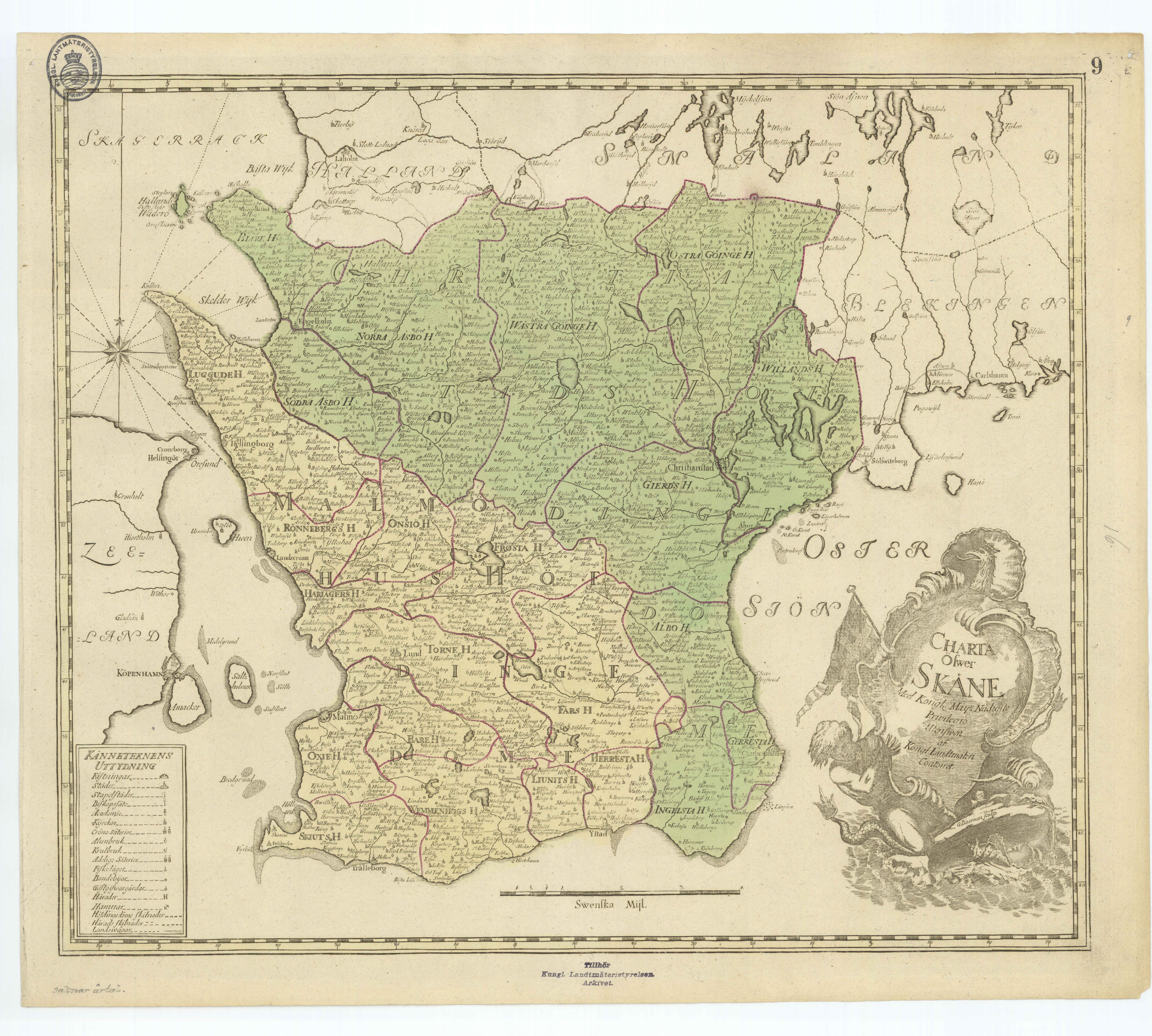
Generalkarta över Skåne från 1700-talet.

Trots att den skånska befolkningen inte givit något militärt stöd till Danmark under det senaste kriget återstod en viss närhet till Danmark så sent som på 1740-talet. När det under denna tid började föras diskussioner om en tronföljare till gamla och barnlösa svenska kungen Fredrik I (1720–1751) uppstod det stort stöd bland både den skånska adeln och bönderna för den danska kandidaten, kronprinsen Fredrik. Kronprinsen var inte lika populär i resten av Sverige och istället valdes till slut den tyske fursten Adolf Fredrik som arvinge.

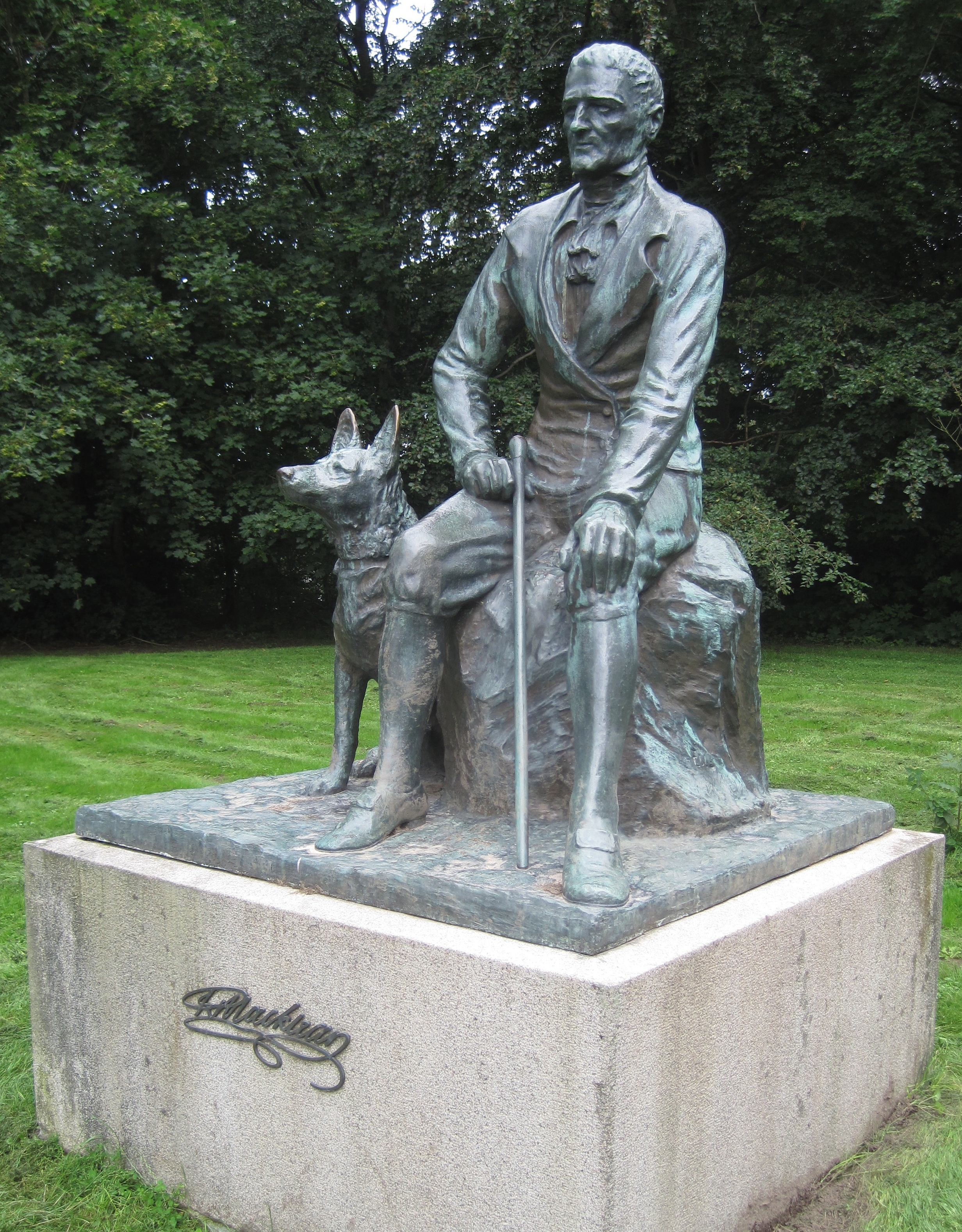
Staty av Rutger Macklean, som med enskiftet år 1803 revolutionerade det skånska jordbruket.

Skåne upplevde under 1700-talet förhöjda födelsetal och runt år 1750 hade landskapet återhämtat sig från pesten och krigen, med ungefär 200 000 invånare. Omkring samma tid började skåningar återigen träda in i rampljuset på olika plan. Den skånska adeln lyckades vid mitten av 1700-talet att på många håll återta sina forna positioner och status, delvis genom att gifta in sig i svenska adelsätter. Redan 1726 försökte den skånska adeln tillsammans med adeln i Finland att driva igenom att få samlas till egna möten för diskussioner och sedan utse fullmäktigen, något som avslogs av riksdagen. Vid Lunds universitet gick professorerna från att innan 1750 ha varit nästan uteslutande uppsvenskar till att senare inom många fakulteter till en majoritet vara födda i Skåne. Även borgarskapet i de skånska städerna började återfå sin initiativkraft, främst i Malmö, men det var en mer långsam utveckling. Den kanske viktigaste utvecklingen i 1700-talets Malmö var anläggningen av Malmös nya hamn, genomdriven av Frans Suell på 1770-talet, vilket till stor del skapade förutsättningarna för stadens moderna utveckling.
Den skånska landsbygdens produktion var under de första hundra åren av svenskt styre förvånansvärt stabil men låg också efter. Jordbruket tog också ytterligare skador på grund av utbrott av boskapspest. Landsbygden kunde till slut återupplivas till följd av de nya jordbruksförhållanden som kom med införandet av Rutger Mackleans enskifte från och med år 1803. Innan detta var landsbygden för det mesta organiserad i byar vars åkrar var indelade i en stor mängd små tegar där bönderna behövde andra bönders samtycke för minsta arbete. Slottsägaren Macklean var inte nöjd med avkastningen från sitt gods och bestämde sig därför självmant att genomdriva jordbruksreformer. Byarna bröts upp och bondgårdarna spreds ut likt öar i landskapet. När reformen visade sig vara effektiv beordrade Kung Gustav IV Adolf år 1803 att enskiftet skulle införas i hela Skåne och 1808 spreds reformer till resten av Sverige (förutom långt i norr). Skiftesreformerna kom att bli en bidragande orsak till den agrara revolutionen i Sverige, vilken innebar en ökad uppodling, ökad spannmålsproduktion, samt en stor befolkningsökning under 1800-talet. Det var i samband med reformerna som det moderna skånska landskapet och dess utbredda åkrar först kom till.

### Uppsving och oroligheter (1803–1840)
Skåne blev ett mer framträdande landskap under Kung Gustav IV Adolfs (1792–1809) regeringstid. Det skånska jordbrukets enorma potential började anas och den skånska adeln blev mer betrodd av den svenska statsmakten, så pass mycket att flera skånska adelsmän ingick i Gustav IV Adolfs närmaste krets. Kungen besökte Skåne flera gånger under sin regeringstid. Både 1795 och 1801 möttes Gustaf IV Adolf och Fredrik VI av Danmark (då kronprins) i Helsingborg för att diskutera neutralitet och gemensamt försvar.

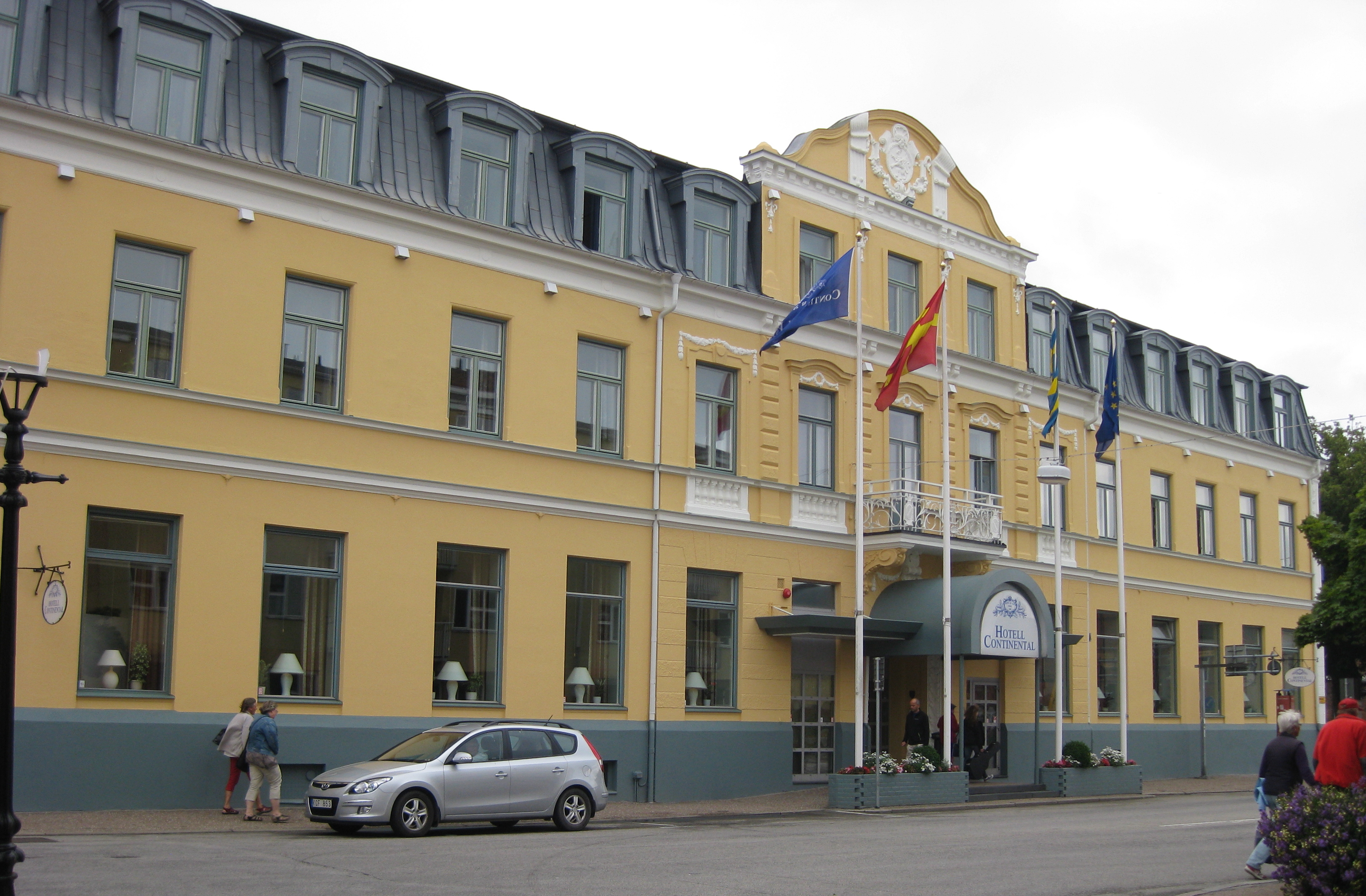
Hotell Continental du Sud i Ystad, Sveriges äldsta hotell.

Sverige gick med i Napoleonkrigen (1803–1815) i oktober 1805 när Gustav IV Adolf förklarade krig mot Frankrike. Den 31 oktober 1807 allierade sig Danmark med Frankrike och i februari 1808 förklarade Danmark krig mot Sverige (dansk-svenska kriget 1808–1809). Fredrik VI av Danmark planerade en landstigning i Skåne och hoppades återerövra landskapet med hjälp från Alexander I av Ryssland. När Ryssland ratade Danmarks förslag att dela upp Sverige slöt Fredrik VI och Gustav IV Adolf fred. Frankrike försökte under krigen upprätta en handelsblockad mot Storbritannien (kontinentalsystemet), vilket ledde till omfattande smuggling vid neutrala hamnstäder i Europa. Sådan smuggling ledde till en kraftig ekonomisk tillväxt bland de skånska kuststäderna, i synnerhet Ystad, under tidigt 1800-tal. Tillväxten gjorde att Ystad under 1800-talet blev en av Sveriges viktigaste städer för båttrafik med det kontinentala Europa. Sveriges äldsta hotell, Hotell Continental du Sud, öppnades i Ystad 1829.

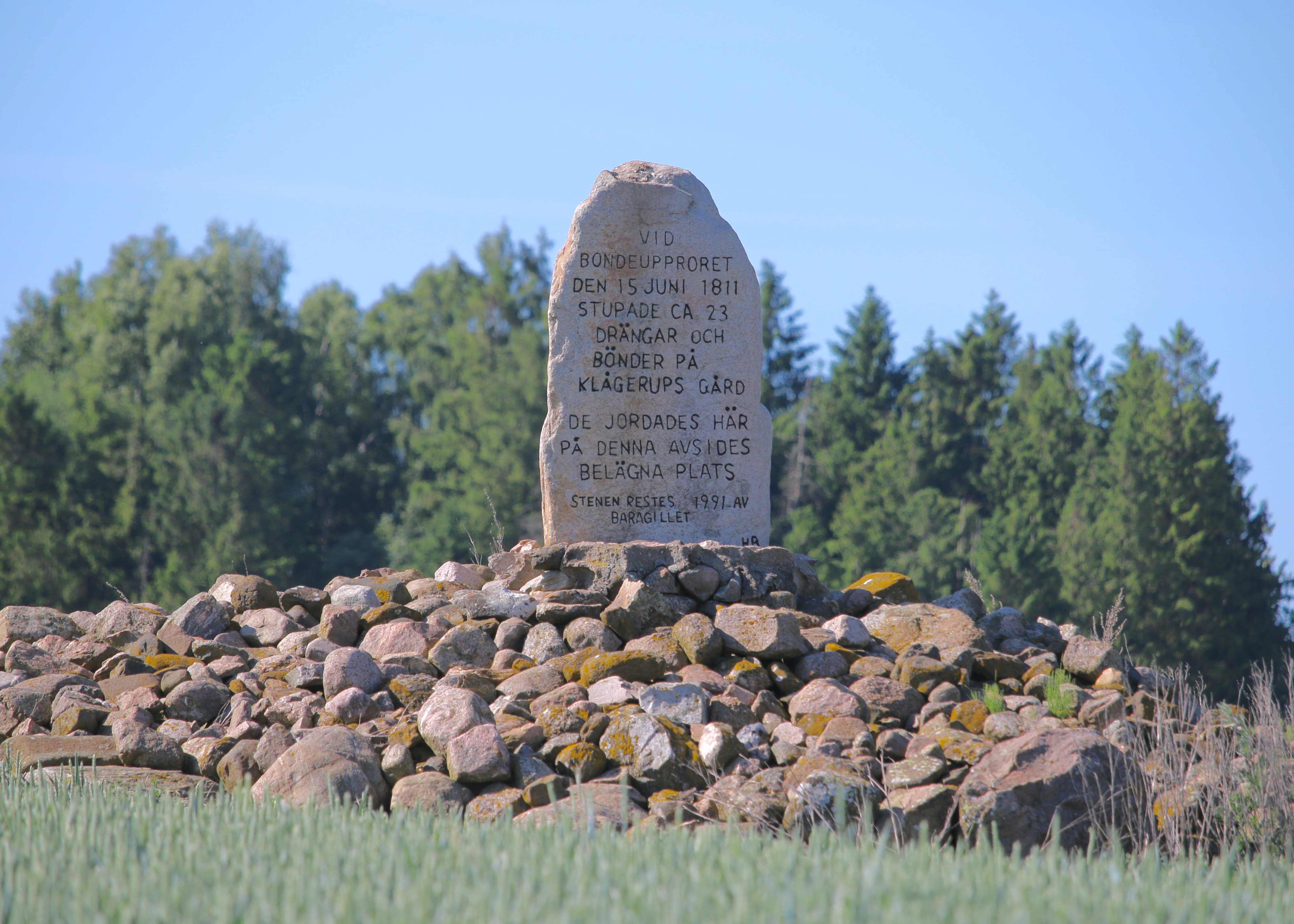
Minnessten över Klågerupskravallerna (1811).

Från November 1806 till 1807 fungerade Malmö som Sveriges inofficiella huvudstad i och med att Gustav IV Adolf och hans hov besökte staden och valde att stanna där i ett halvår. Kungen blev inblandad i omstruktureringar av delar av staden och i samband med detta blev Malmö den enda staden i Sverige med ett "Gustav Adolfs torg" uppkallat efter Gustav IV Adolf (och inte Gustav II Adolf). Efter att Gustav IV Adolf avsattes i statskuppen 1809 betraktades Skåne länge som mer gustavianskt än andra landskap.
1810 beslöt riksdagen i samband med Napoleonkrigen att den svenska armén skulle förstärkas och att nytt manskap skulle rekryteras för att försvara Sveriges kuster. Detta beslut väckte oro i hela landet och gav på många håll upphov till revoltstämning. Oron var särskilt stark i Skåne eftersom nästan 3 000 Skånska soldater kort tidigare hade rekryterats och decimerats i finska kriget (1808–1809). I kombination med en allmän fientlighet mot adeln gav detta upphov till att en grupp på runt 800 bönder, torpare, med mera samlades vid Klågerups slott i juni 1811. De så kallade Klågerupskravallerna slogs snabbt och brutalt ner av en styrka ledd av Hampus Mörner. Runt 30 dödades och hundratals tillfångatogs och fick hårda domar. Den hårdhänta reaktionen fick snabbt slut på oroligheterna.
Under 1800-talet började det växa fram skånska konstnärer och diktare, vilka mer eller mindre hade saknats under 1700-talet. Ett flertal industrier experimenterades med i Skåne under det tidiga 1800-talet. Det gjordes exempelvis på 1830-talet försök att odla sockerbetor på olika håll i landskapet men detta misslyckads på grund av bristande kunskap om plantan.

### Industrialisering, folkrörelser och världskrigen (1840–1945)

Kockums mekaniska verkstad och varv i Malmö på 1890-talet.

Industrialiseringen tog tidigt fart i Skåne, där den kan anses börja redan 1840 med Kockums grundande i Malmö. År 1856 öppnades den första skånska järnvägen, mellan Malmö och Lund, och fram till 1864 byggdes successivt den södra stambanan, så 1864 gick det för första gången att åka tåg mellan Malmö och Stockholm. År 1914 hölls den baltiska utställningen i Malmö, en omfattande industri-, lantbruks- och konstutställning och stadens kanske största arrangemang någonsin.

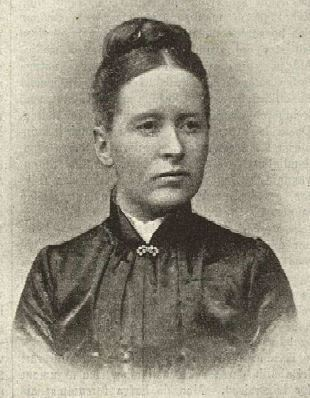
Hedda Andersson, en av de första kvinnliga studenterna i Skåne och den andra kvinnliga läkaren i Sverige.

Missväxtåren 1867–1869 ledde till hungersnöd och fattigdom i hela Sverige, vilket i sin tur ledde till upplopp och demonstrationer spreds i alla större städer, vilka krävde politiska och sociala reformer. Hösten 1867 spreds missnöjet till den skånska landsbygden och gav där upphov till den omfattande Tullbergska rörelsen. Skåne var under 1860-talet ett av de få områdena i Sverige där adeln fortfarande ägde en stor andel av landet och den Tullbergska rörelsen hävdade att adelns egendomar istället rättmätigt tillhörde folk från lägre samhällsklasser. Juli 1868–februari 1869 anordnade rörelsen Sveriges ditintills största strejk där över 400 bönder i Herrestads härad vägrade arbeta. Under vintern och hösten 1869 började man vägra arresteringar och vräkningar, samt uppmana till tjuvjakt. Tjänstemän bemöttes med skott över huvudet och på håll utfördes misshandel, nedbränningar, samt en bombning. Rörelsen, döpt efter ledarfiguren Samuel Tullberg, varade i över ett år och omfattade totalt ungefär 1 500 direkt inblandade personer, betydligt fler än dåtidens normala en- eller två-dags protester med kanske 100–200 deltagare. Trots stort engagemang ignorerades rörelsen av både riksdagen och Kung Karl XV. När oroligheterna var över under sommaren 1869 hade inte en enda bit land vunnits från adeln men avvecklingen av hoveriet i Skåne hade påskyndats.
Industrialiseringen ledde till urbanisering i hela Sverige. Tillsammans födde industrialiseringen och urbaniseringen också en ny arbetarklass. Arbetarrörelsen i Sverige sägs ofta börja den 6 november 1881, då August Palm höll ett öppet socialistiskt föredrag på Hotell Stockholm i Malmö. Arbetarrörelsen fick tidigt ett starkt fäste i Skåne och socialismen och socialdemokratin etablerade sig snabbt i Malmö. Andra folkrörelser som också tidigt blev framträdande i Skåne var hembygdsrörelsen och nykterhetsrörelsen. I samband med arbetarrörelsen växte även kvinnorörelsen fram i Skåne. En tidig demonstration i Skåne var när arbeterskorna vid Malmö Yllefabrik strejkade för bättre arbetsförhållanden och löner år 1889. Under första världskriget (1914–1918) mobiliserade sig arbetarrörelsen i hela Sverige till följd av ökande klassklyftor, den dåvarande högerns motstånd mot allmän rösträtt, och utbredd ransonering av mat. Omfattande hungerdemonstrationer ägde rum i Malmö 1917 efter sänkta brödransoner. Många grupper samlades för att uttrycka missnöje, däribland många kvinnor. Bland tidiga kvinnliga pionjärer i Skåne var Hedda Andersson (1861–1950), en av de första kvinnliga studenterna och Sveriges andra kvinnliga läkare, Elisabeth Nilsson (1878–1941), den första kvinnliga hovrättsnotarien och advokaten verksam i Skåne, och Elma Danielsson (1865–1936), en känd agitator och den första kvinnan inom den socialdemokratiska pressen. Under strejkar i Malmö skedde två uppmärksammade fall av våldsamheter kring arbetskonflikter: Amaltheadådet (1908), då ett engelskt strejkbrytar-skepp bombades med dynamit, och Möllevångskravallerna (1926).

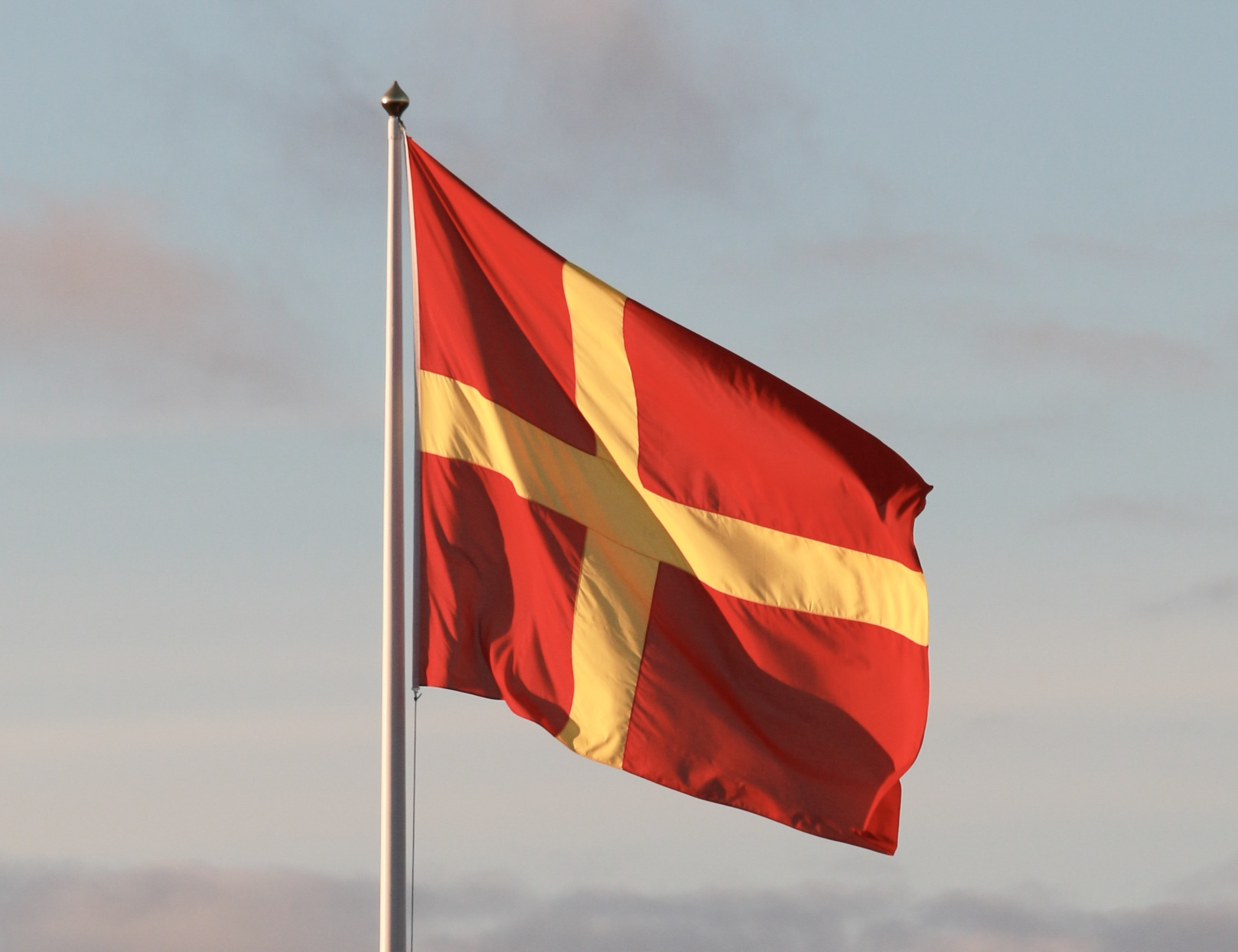
Den skånska flaggan fick genomslag under 1900-talet.

Det sena 1800-talet samt 1900-talet kom också att präglas av ny skånsk regionalism. På 1860-talet började historikern Martin Weibull att förespråka termen Skåneland för landskapen Skåne, Halland och Blekinge på grund av deras brist på historiska kopplingar till Götaland. "Skåneland" har aldrig vunnit större stöd i Halland eller Blekinge. Den skånska flaggan kan först beläggas under det tidiga 1900-talet och fick först genomslag på landsbygden under mellankrigstiden (1918–1939) och sedan mer allmänt under 1960- och 1970-talen. Prästen David Assarsson publicerade 1923 boken Det skånska problemet där han hävdade Skånes självidentitet men avfärdade självständighet i hopp om att Skåne skulle kunna bli en mittpunkt i ett förenat Skandinavien. Assarsson var 1937 med och grundade Sällskapet Skånsk Samling, som lyckades få igenom att Skånes historia innan försvenskningen skulle uppmärksammas i landskapets historieundervisning.

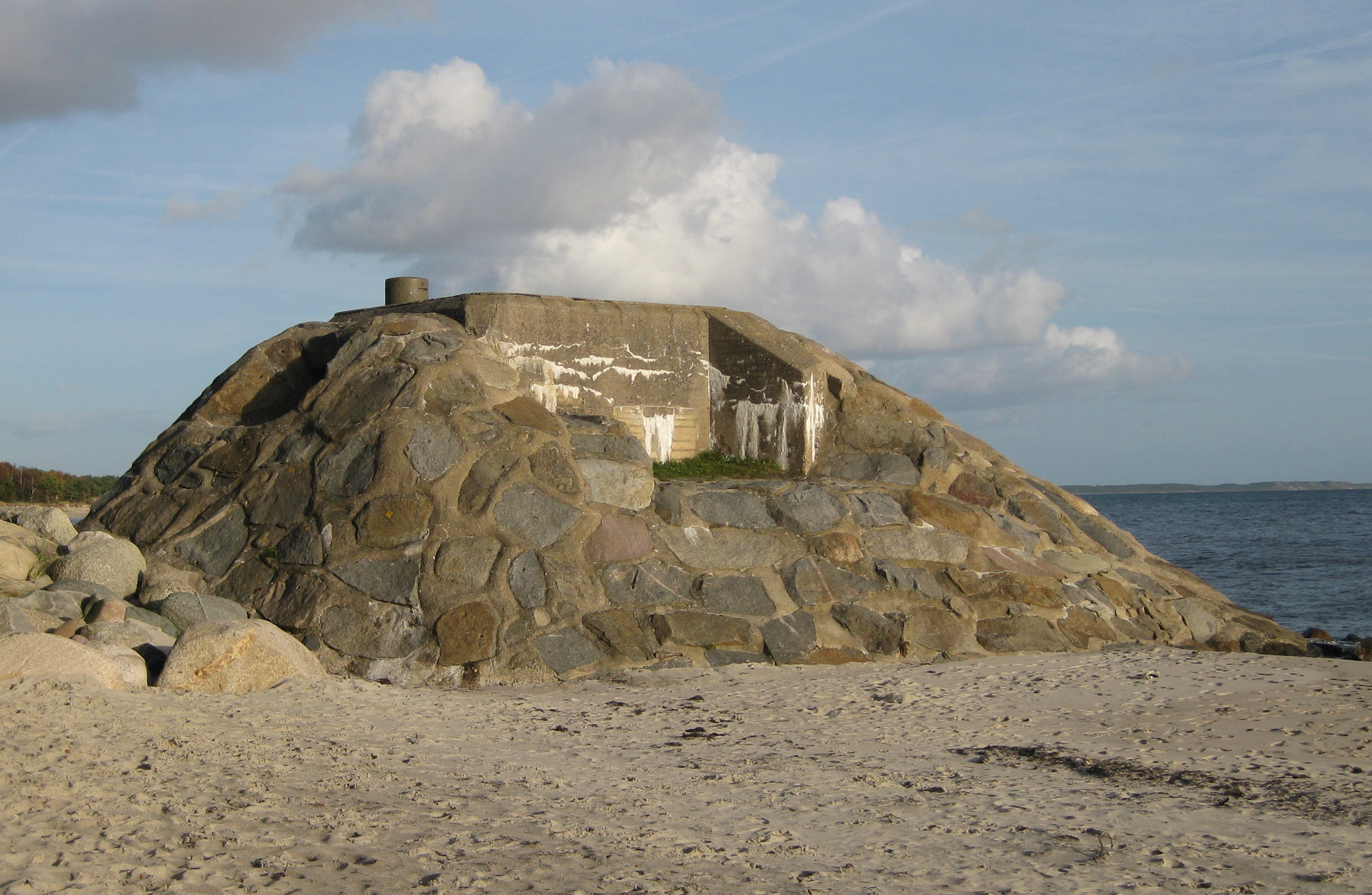
Bunker ur Skånelinjen vid Ystad.

Under andra världskriget (1939–1945) fruktade Sverige att dras in i konflikten och utsättas för en fientlig invasion. Från och med 1939 byggdes en omfattande kustförsvarslinje i södra Sverige, den så kallade Skånelinjen. Skånelinjen sträckte sig från nordvästra Skåne (Båstad) till mellersta Blekinge och de övergivna betongvärnen finns kvar än idag. Två gånger under andra världskriget bombade brittiska plan av misstag Skåne, Malmö under hösten 1940 och Lund i november 1943, båda gångerna utan dödsfall. Nazismen i Sverige växte sig av okända skäl särskilt stark i Skåne under 1930-talet; i Skanör-Falsterbo år 1933 fick nazister 12 % av rösterna och i det även starka Sjöbo skissades det av nazistiska lantbrukare under mitten av 1930-talet idéer för ett koncentrationsläger för judar och "motståndare" i kommunen, något som tyder på kontakt med nazister i Tyskland.

## Samtidshistoria (1945–nutid)

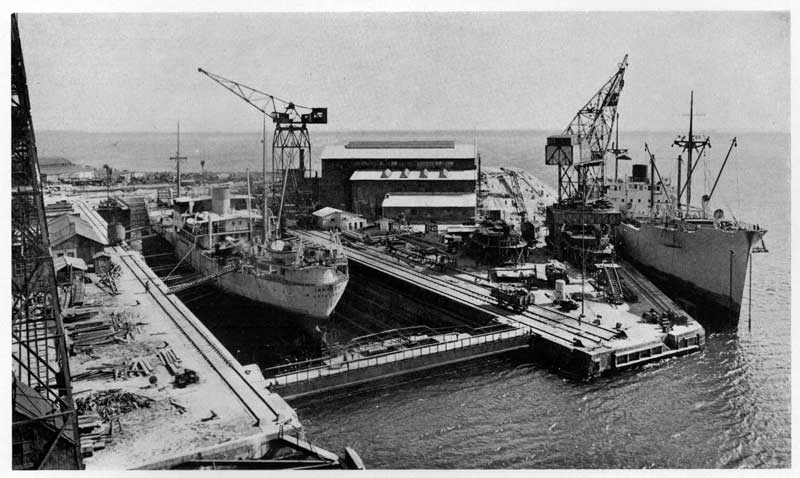
Öresundsvarvet i Landskrona, 1947.

Städerna i Skåne upplevde likt i resten av Sverige under efterkrigstiden stora omvandlingsprojekt, med rivningar av gamla byggnader och ersättning med modern bebyggelse. Huvudsakligen rörde det sig om uppföranden av nya bostadshus och att gator anpassades efter privat biltrafik. Under miljonprogrammet på 60- och 70-talet byggdes tusentals nya bostäder i Skåne, i synnerhet i Malmö där omkring 3 000 nya lägenheter färdigställdes varje år under första hälften av 60-talet. Skåne upplevde en kraftig ekonomisk nedgång under och till följd av varvskrisen (1969–1985). Varvsnäringen i Skåne gick mer eller mindre under, inklusive det tidigare framträdande Kockums. Den ekonomiska krisen var överlag värre i Skåne än i resten av Sverige och så mycket som 50 miljarder kronor i maktkapital flyttades bort från landskapet.
Under 50- och 60-talet började den skånska regionalismen ifrågasätta Skånes övergång till Sverige och rörelsen utvecklade en något "svenskfientlig" syn. Från 70-talet och framåt har den skånska politiska scenen utmärkts av för Sverige unikt starka högerpopulistiska rörelser och partier, något som enligt historikern Gunnar Wetterberg kan bero på en liknande utveckling i Danmark och den kraftiga ekonomiska nedgången. Skånepartiet var ett tidigt exempel som anammade regionalismen och propagerade för en självständig skånsk stat. Under 80-talet började sådana partier förespråka en restriktiv flykting- och invandringspolitik, till stor del på grund av en flyktingvåg från Libanon år 1984. Skånepartiet kunde med ett aktivt närradionätverk dominera den lokala debatten om invandring. Under 80-talet och 90-talet grundades fler lokala missnöjespartier men de saknade i regel Skånepartiets drag av regionalism. Sverigedemokraterna har sedan sin framväxt under 90- och 2000-talet absorberat röstkårerna från de flesta småpartierna och fört en liknande invandringskritisk agenda. Sverigedemokraterna utmärker sig dock från de tidigare partierna genom att förespråka svensk nationalism, tvärtemot den skånska regionalismen. Fram till riksdagsvalet 2022  fick Sverigedemokraterna ofta ett bättre valresultat i Skåne än i resterande delar av landet. Utvecklingen har inte varit universell i hela Skåne; Malmö har exempelvis för det mesta fortsatt vara ett säkert fäste för arbetarrörelsen. Bland de uppmärksammade politiska händelserna i Skåne under sent 1900-tal är folkomröstningen om flyktingmottagande i Sjöbo 1988 och då Karl XII-firandet i Lund, vilket under 80-talet fått nynazistiska inslag, stoppades av vänsteraktivister 1991.

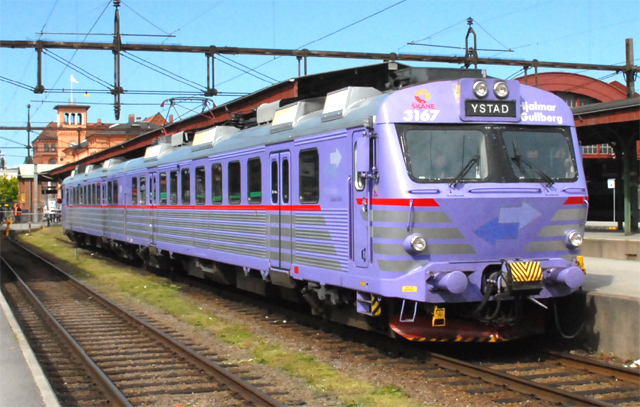
Pågatågen introducerades i Malmöhus län 1983 och sedan i hela Skåne efter sammanslagningen av Skåne län 1997.

Den 1 januari 1997 slogs Malmöhus län och Kristianstads län samman till Skåne län, som innefattar hela landskapet. Residensstaden för det sammanslagna länet blev Malmö. Ett år senare, den 1 januari 1998, bildades även Region Skåne då landstingen från de två tidigare länen slogs samman. I och med sammanslagningen av länen etablerades den 1 januari 1999 gemensam kollektivtrafik i Skåne län, Skånetrafiken. Tågtrafiken i Skåne län består av Pågatågen, vilka redan innan sammanslagningen trafikerade Malmöhus län från och med den 9 januari 1983. De individuella Pågatågen har namn efter viktiga avlidna eller fiktiva skåningar; det första tåget fick namnet Bombi Bitt.

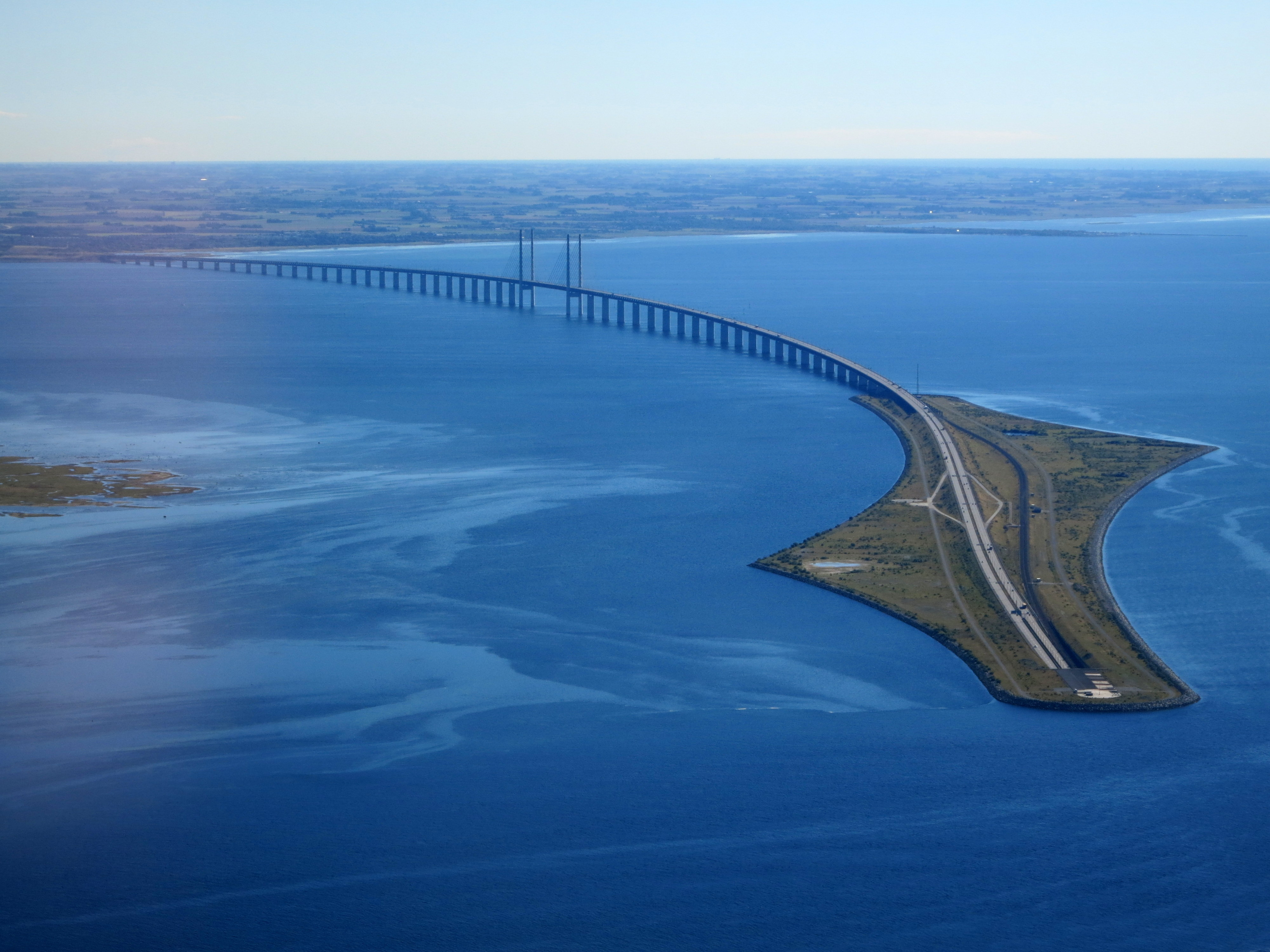
Öresundsbron, invigd år 2000

År 2000 invigdes Öresundsbron, vilket för första gången gav Skåne en direktförbindelse med Köpenhamn. Förbindelsen sammanföll med att den svenska ekonomin började återhämta sig sedan finanskrisen i Sverige 1990–1994 och påverkade kraftigt positivt det skånska näringslivet och den lokala ekonomin. Under 2000-talet har det också för första gången sedan tidigt 1900-tal anlagts nya järnvägar i Skåne. 2005 invigdes skyskrapan Turning Torso i Malmö, vilken utgjorde Sveriges högsta byggnad fram tills att den passerades av Karlatornet i Göteborg 2022. Under flyktingkrisen 2015 och de följande åren upplevde Skåne rekordhög invandring och år 2021 var ungefär 23 % av Skånes befolkning födda utomlands, varav ungefär 50 % kom från andra länder i Europa. Tiotusentals svenskar från övriga delar av Sverige har också i regel flyttat till Skåne varje år sedan åtminstone 90-talet och är landskapets största enskilda källa till demografisk förändring.
Den skånska dialekten är inte försvenskad danska utan har utvecklats från dialekter som alltid talats i Skåne som en övergång mellan (innan 1600-talet) andra danska dialekter och sydsvenska dialekter, med inflytande från båda. Under 1900-talet influerades skånskan allt mer av rikssvenska genom radio och TV, särskilt då reportrar fram till 60-talet inte fick prata med dialekter. 2009 listades skånskan av okända anledningar som ett utrotningshotat språk av Unesco. Detta möttes av stöd av skånska kulturhistoriska föreningar, såsom Stiftelsen Skånsk Framtid, som även hoppades på att skånskan i Sverige skulle erkännas som ett minoritetsspråk. Att skånskan skulle vara ett eget språk möttes av kritik från språkforskare, bland annat Carl-Einar Lundbladh vid Lunds universitet och Ulf Teleman. Lundbladh menade att skånskan inte skiljer sig tillräckligt från svenska för att ses som ett eget språk samt att dialekten dessutom saknar ett eget skriftspråk.